# Leichtathletik-Europameisterschaften 2022/Marathon der Männer

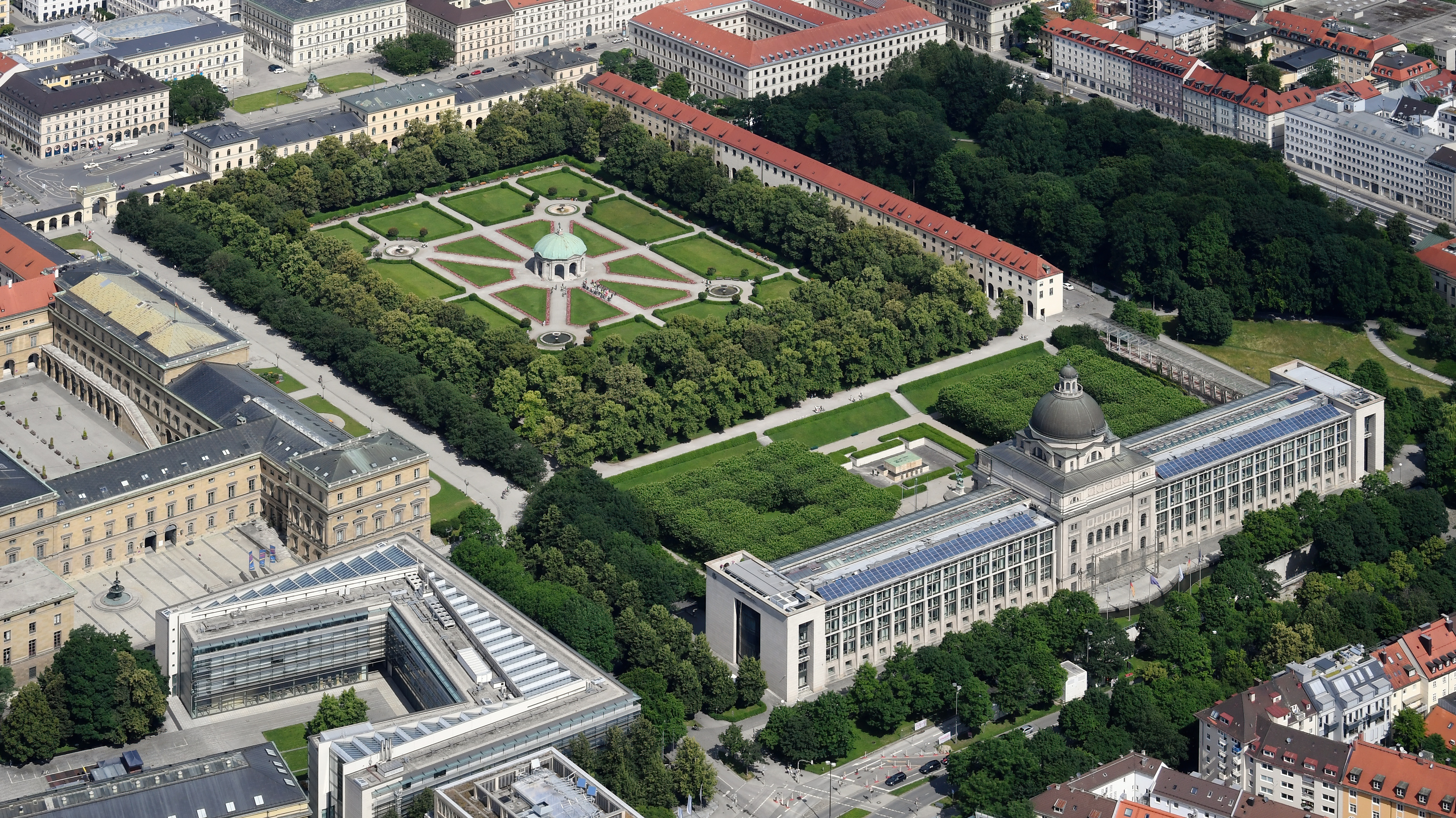
Der Hofgarten München im Jahr 2021

Der Marathonlauf der Männer bei den Leichtathletik-Europameisterschaften 2022 wurde am 15. August 2022 auf einem Rundkurs in der deutschen Stadt München ausgetragen. Start und Ziel lagen vor dem Hofgarten.
Mit Silber und Bronze errangen die israelischen Marathonläufer in diesem Wettbewerb zwei Medaillen. Europameister wurde der deutsche EM-Dritte von 2016 über 5000 Meter Richard Ringer. Er gewann vor Maru Teferi und Gashau Ayale.
Erstmals ging auch die Mannschaftswertung in die offizielle Medaillenzählung mit ein. Gewertet wurden die jeweils drei besten Läufer eines Landes. Ihre Zeiten wurden addiert und führten so zum Resultat. Die Medaillen wurden unabhängig von der Zahl der jeweiligen Teilnehmer an das gesamte Team vergeben.
Teameuropameister wurde Israel mit Maru Teferi, Gashau Ayale und Yimer Getahun sowie den darüber hinaus beteiligten Girmaw Amare, Omer Ramon und Bukayawe Malede.

Silber ging an Deutschland mit Richard Ringer, Amanal Petros und Johannes Motschmann sowie den darüber hinaus beteiligten Hendrik Pfeiffer, Konstantin Wedel und Simon Boch.

Bronze gewann Spanien mit Ayad Lamdassem, Jorge Blanco und Daniel Mateo sowie den darüber hinaus beteiligten Yago Rojo und Abdelaziz Merzougui.

## Rekorde

### Bestehende Rekorde, Einzelwertung
| Weltrekord           | 2:01:39 h | Eliud Kipchoge | Berlin, Deutschland    | 16. September 2018 |
| Europarekord         | 2:03:36 h | Bashir Abdi    | Rotterdam, Niederlande | 24. Oktober 2021   |
| Meisterschaftsrekord | 2:09:51 h | Koen Naert     | EM Berlin, Deutschland | 12. August 2018    |

In der Einzelwertung wurde der bestehende EM-Rekord bei diesen Europameisterschaften nicht erreicht. Mit seiner Siegerzeit von 2:10:21 h blieb der deutsche Europameister Richard Ringer um genau dreißig Sekunden über dem Rekord. Zum Europarekord fehlten ihm 6:45 min, zum Weltrekord 8:42 min.

### Bestehender Rekord, Teamwertung
| Italien (Yassine Rachik – 2:12:09 h, Eyob Ghebrehiwet Faniel – 2:12:43 h, Stefano La Rosa – 2:15:57 h) | 6:40:48 h | EM Berlin, Deutschland | 12. August 2018 |

### Rekordverbesserung, Teamwertung
Das siegreiche Team aus Israel verbesserte den bestehenden EM-Rekord im Rennen am 15. August um genau neun Minuten auf 6:32:48 h. Die für diese Zeit gewerteten Läufer waren Maru Teferi (2:10:23 h), Gashau Ayale (2:10:29 h) und Yimer Getahun (2:10:56 h).

## Durchführung
Hier gab es keine Vorrunde, alle 79 Läufer traten gemeinsam zum entscheidenden Rennen an.

## Legende
Kurze Übersicht zur Bedeutung der Symbolik – so üblicherweise auch in sonstigen Veröffentlichungen verwendet:
| CR  | Championshiprekord                            |
| DNF | Wettkampf nicht beendet (did not finish)      |
| NM  | nicht in der Platzierungswertung (no measure) |

## Ergebnisse

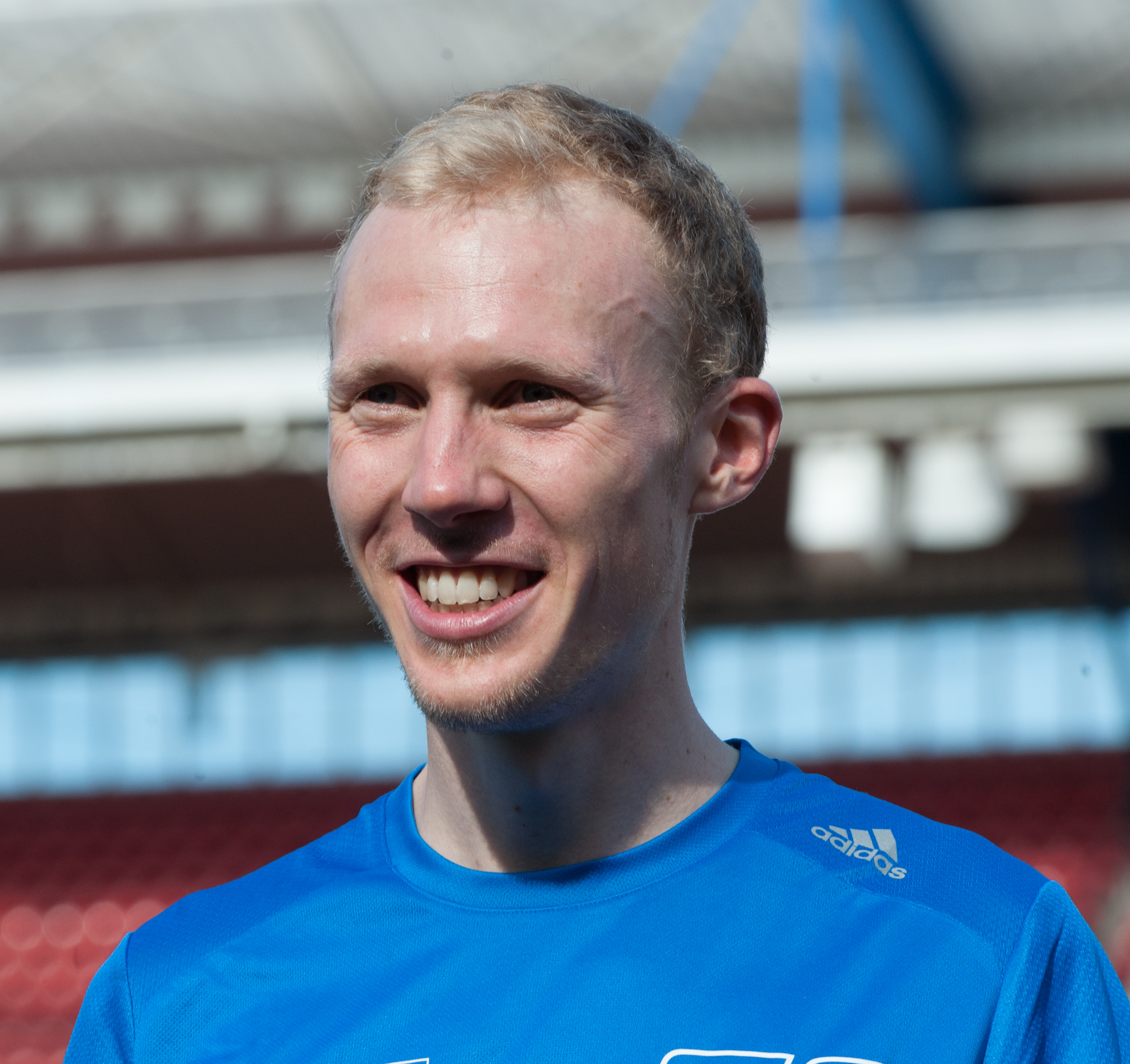
Richard Ringer erkämpfte nach Aufholjagd auf den letzten Metern den Sieg

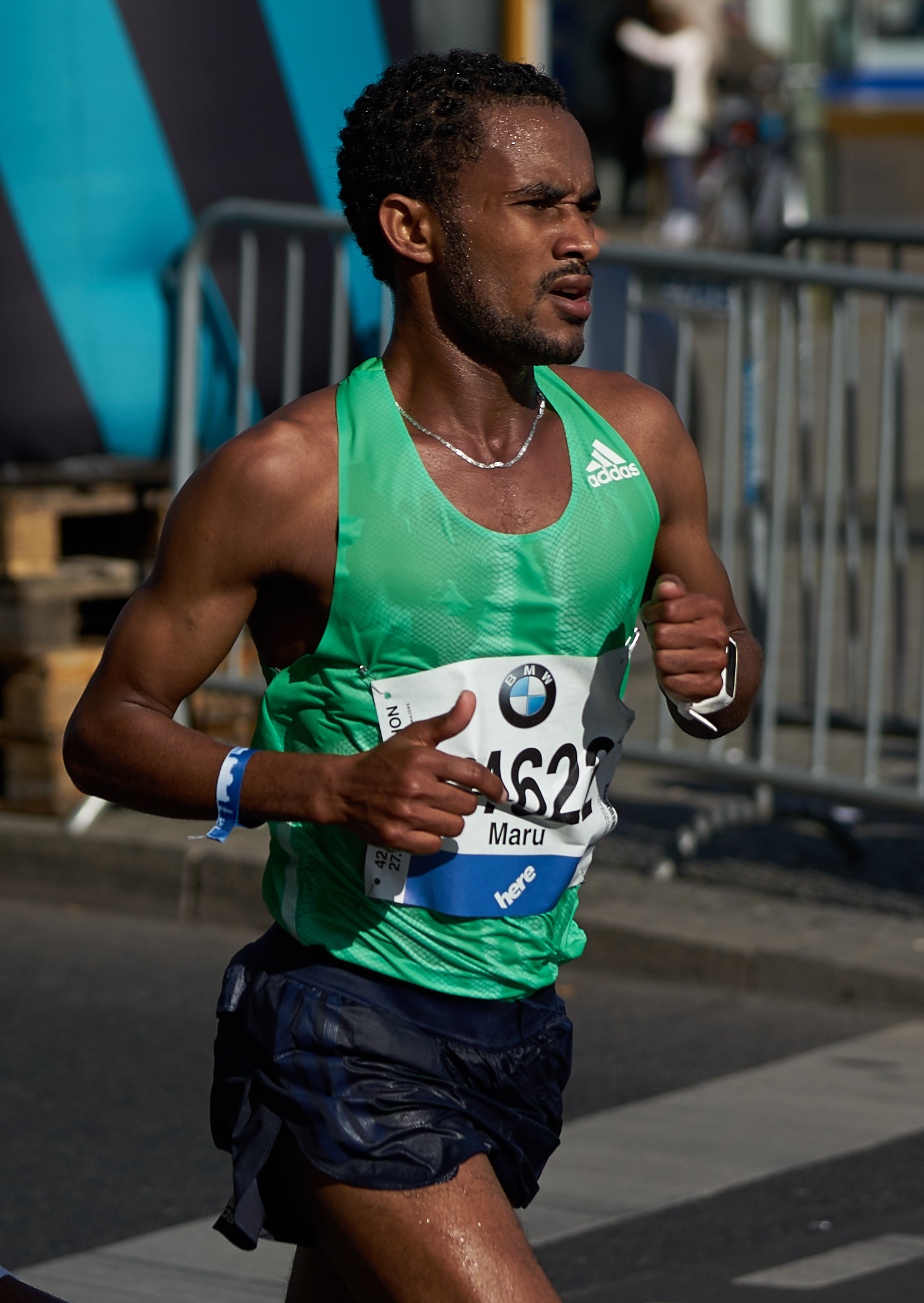
Vizeeuropameister Maru Teferi

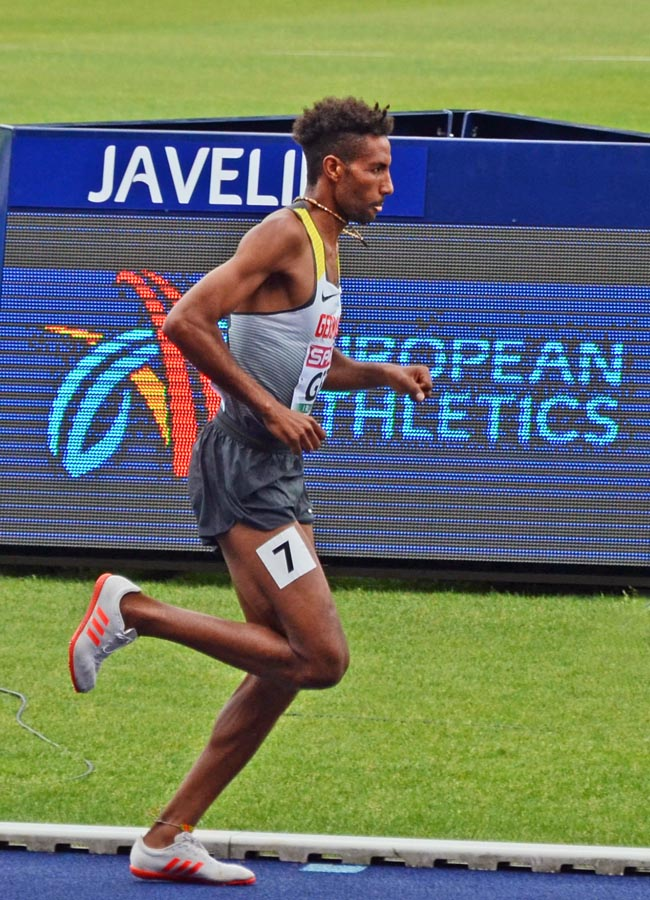
Amanal Petros – Rang vier

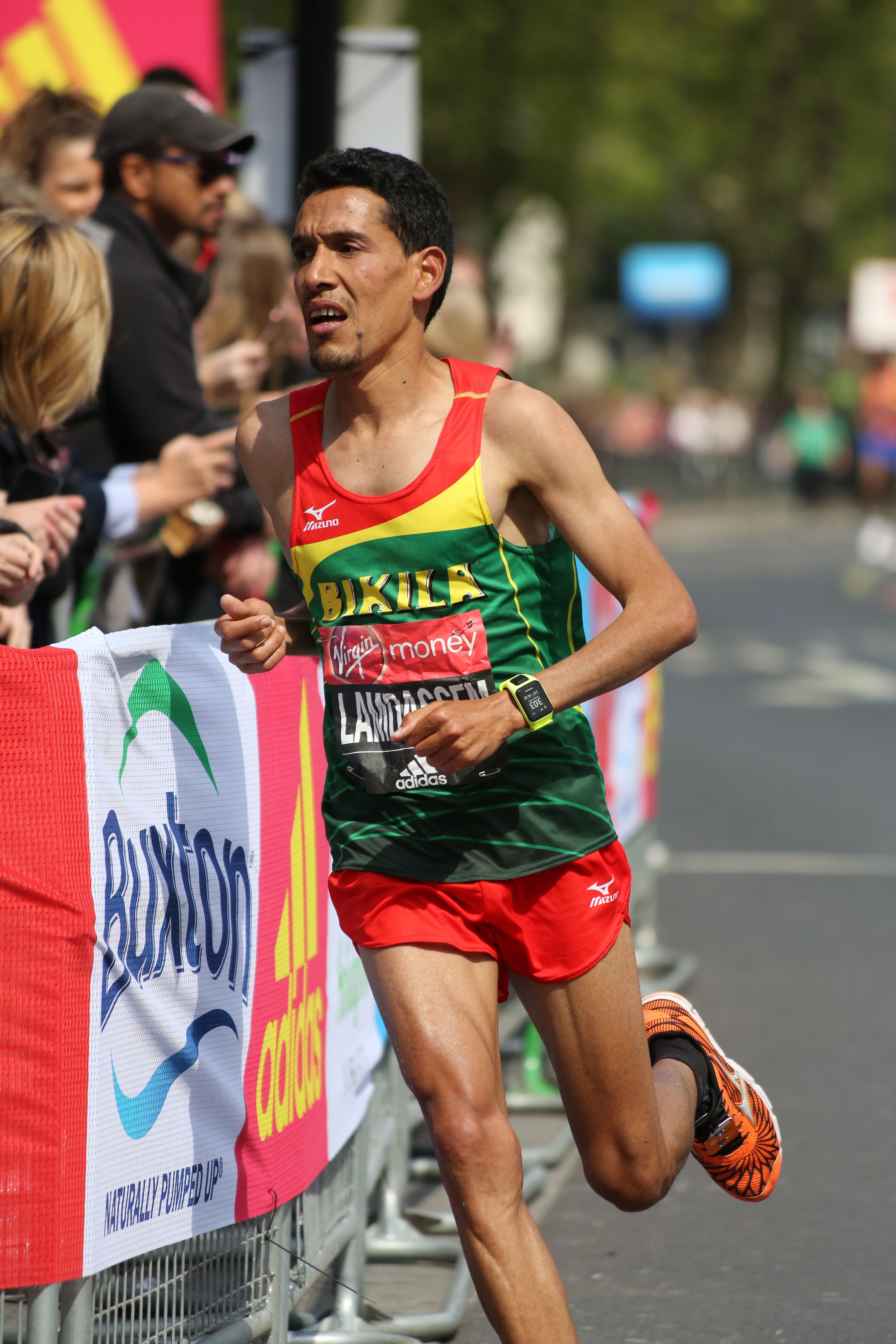
Der sechstplatzierte Ayad Lamdassem

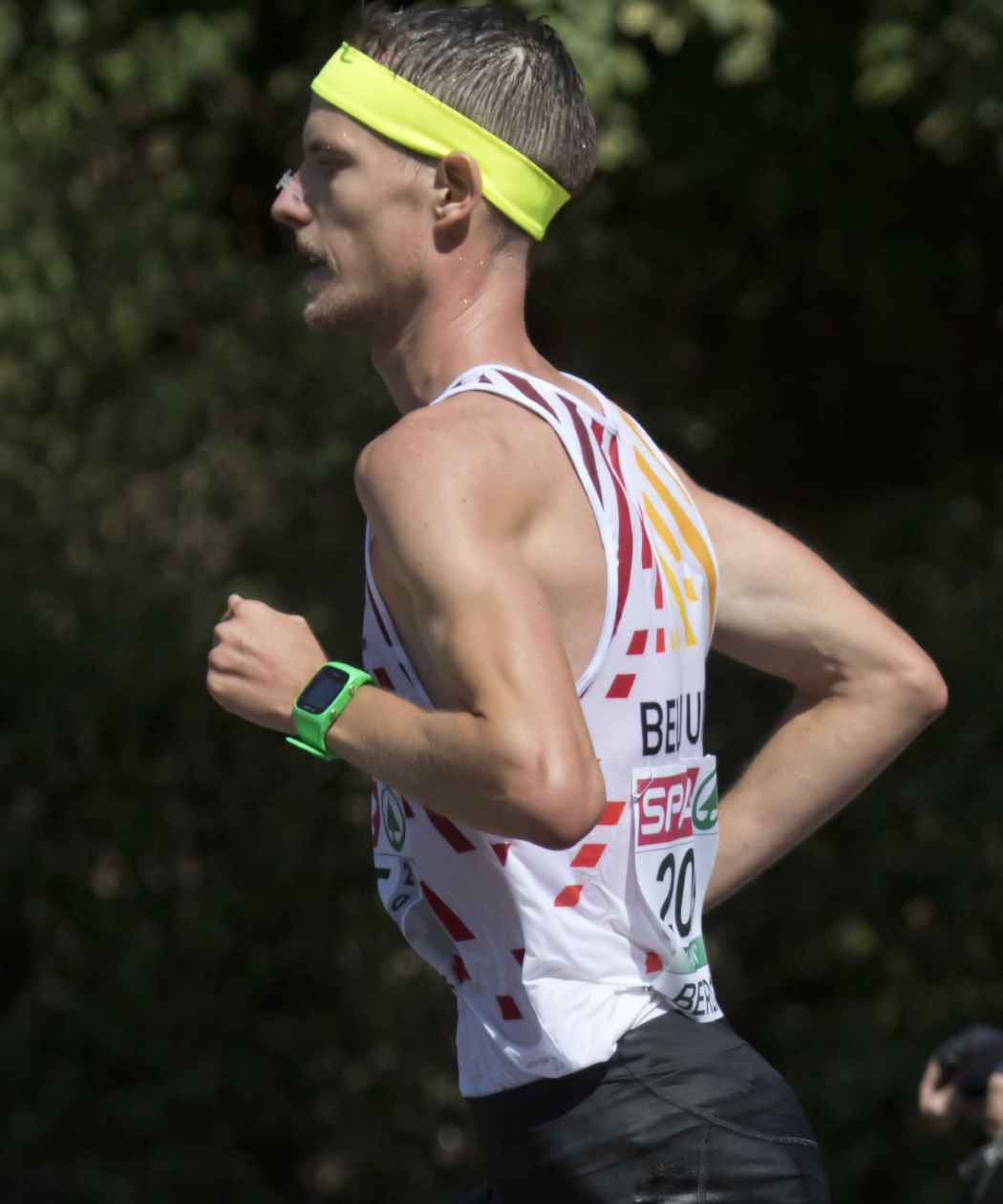
Titelverteidiger Koen Naert wurde diesmal Achter

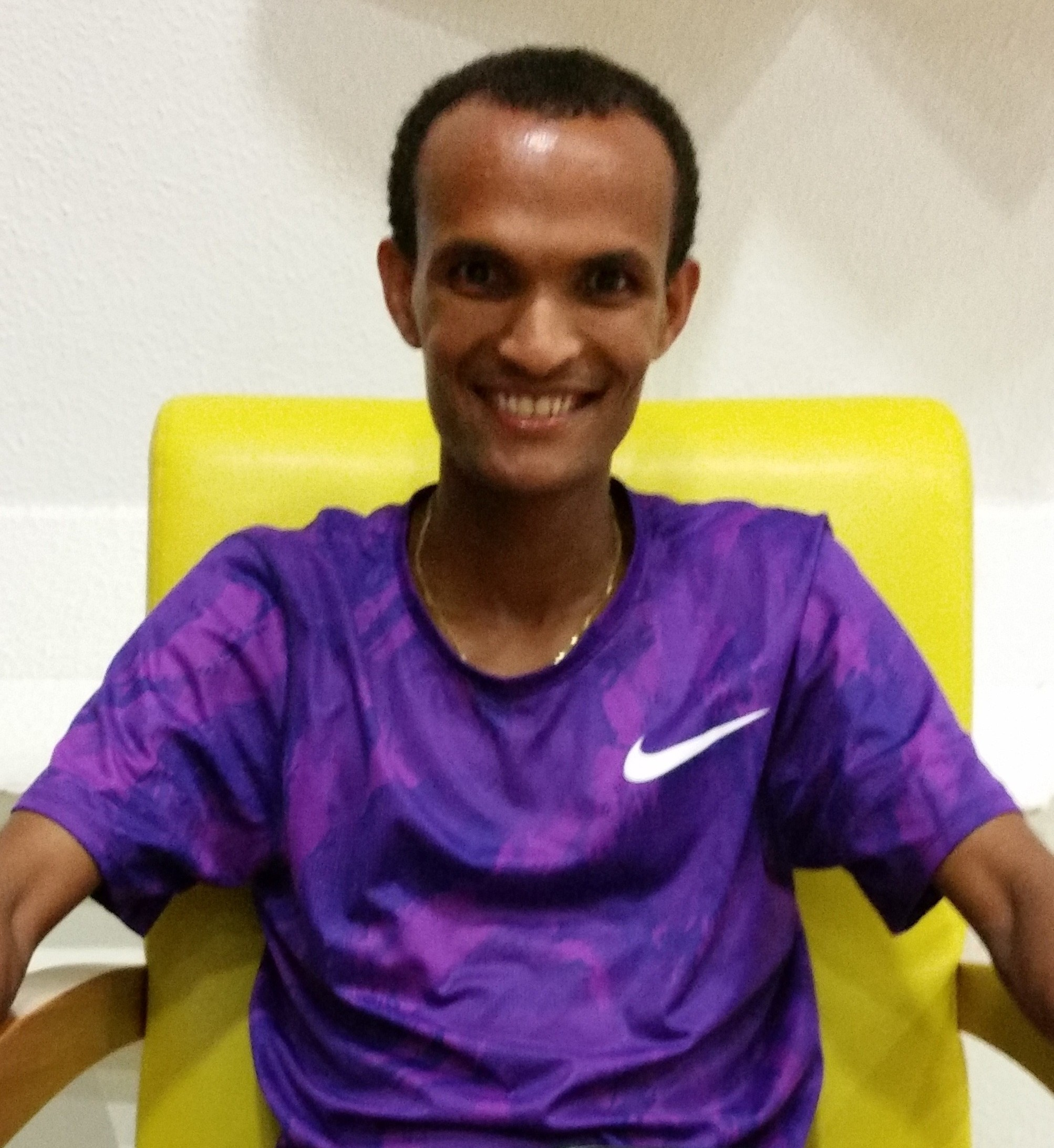
Rang neun für Girma Amare

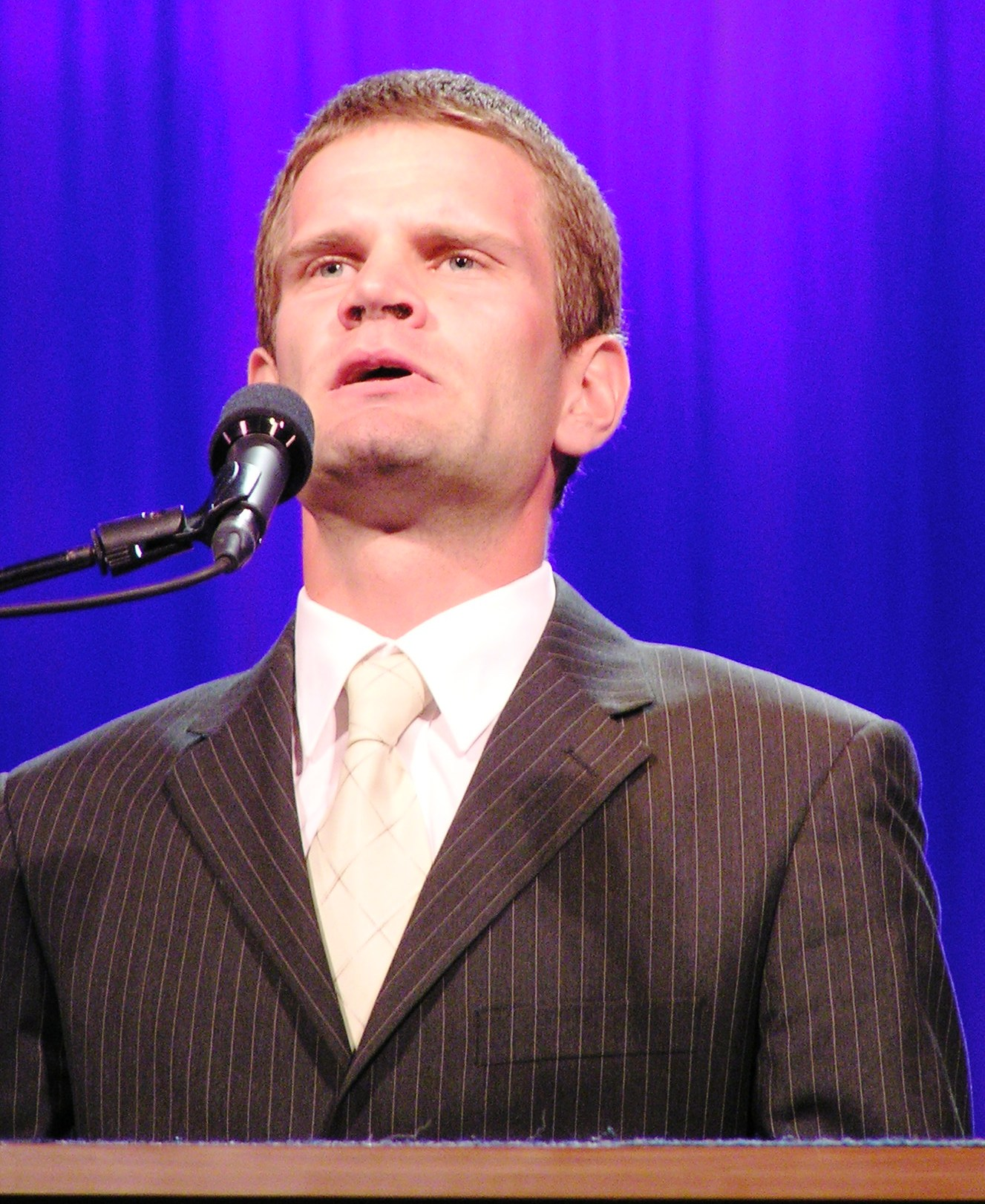
Tiidrek Nurme – Platz elf

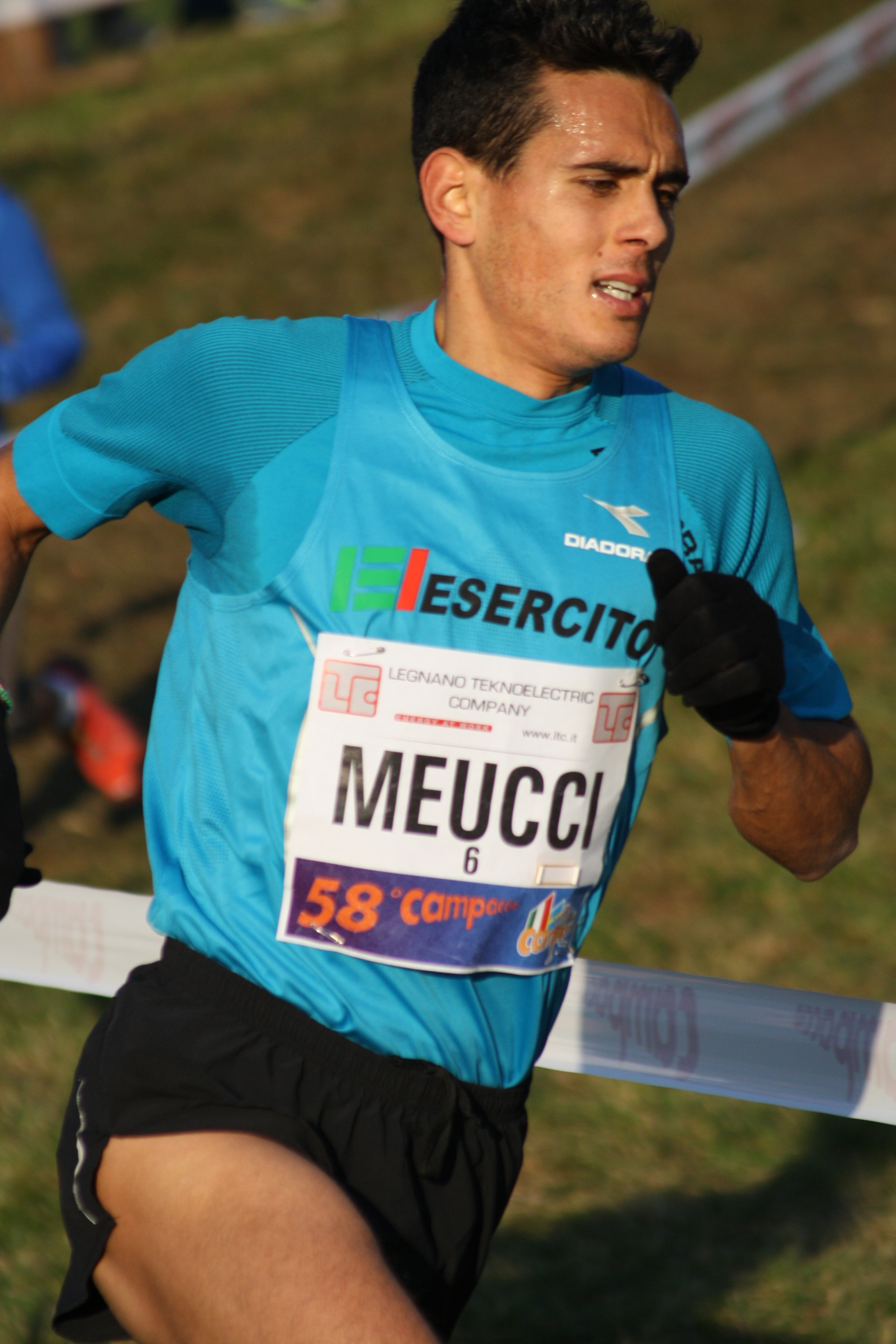
Daniele Meucci belegte Rang dreizehn

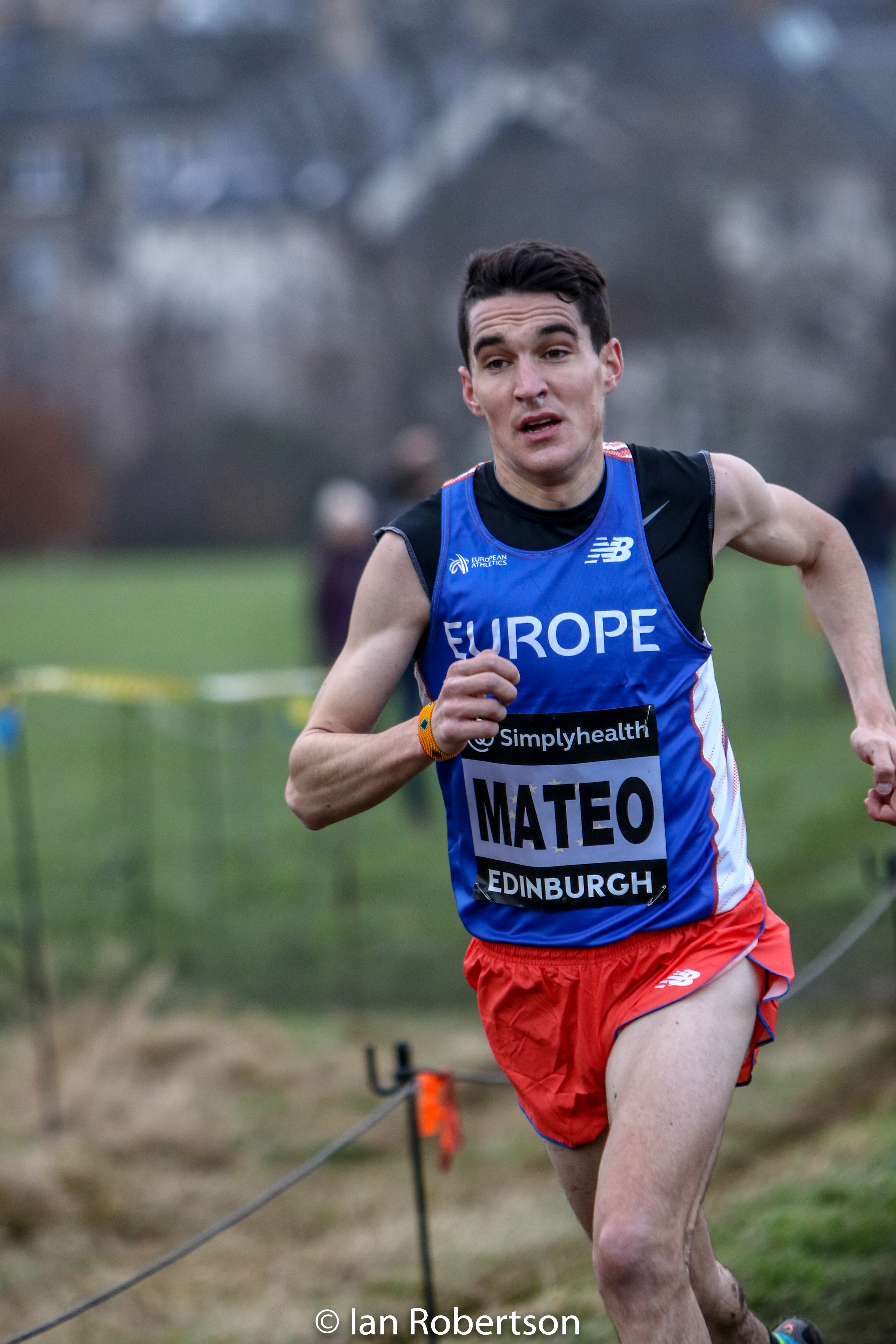
Daniel Mateo – Platz vierzehn

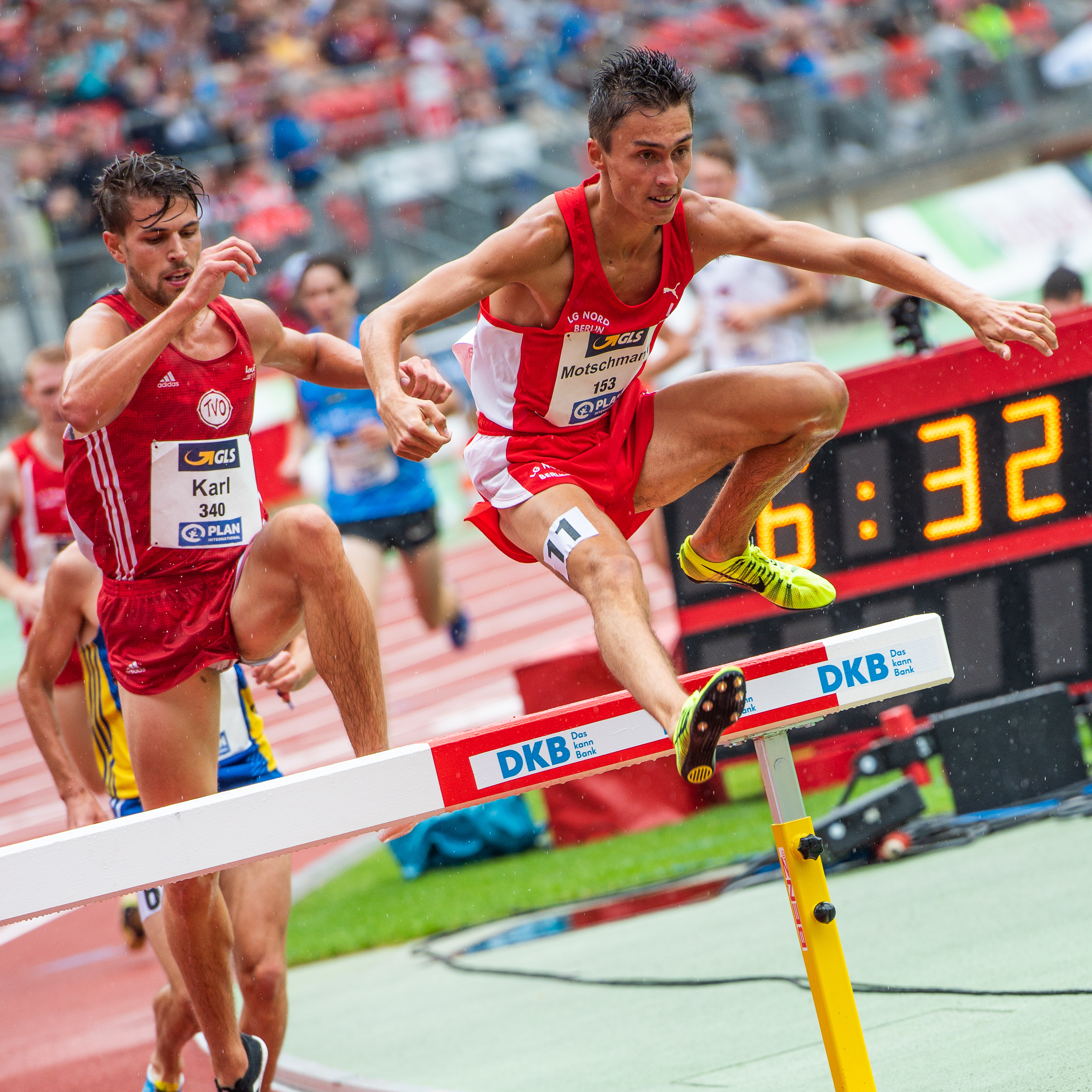
Johannes Motschmann (hier als Führender in einem Hindernisrennen) erreichte Platz sechzehn

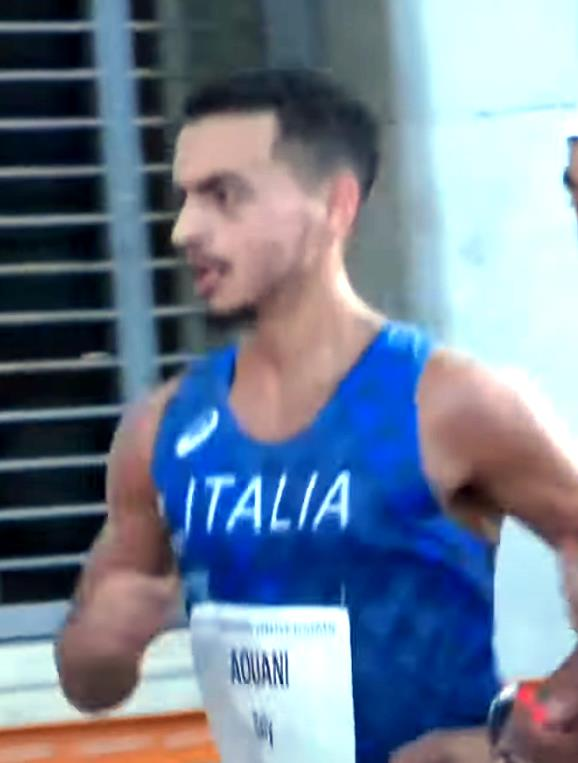
Iliass Aouani – Rang neunzehn

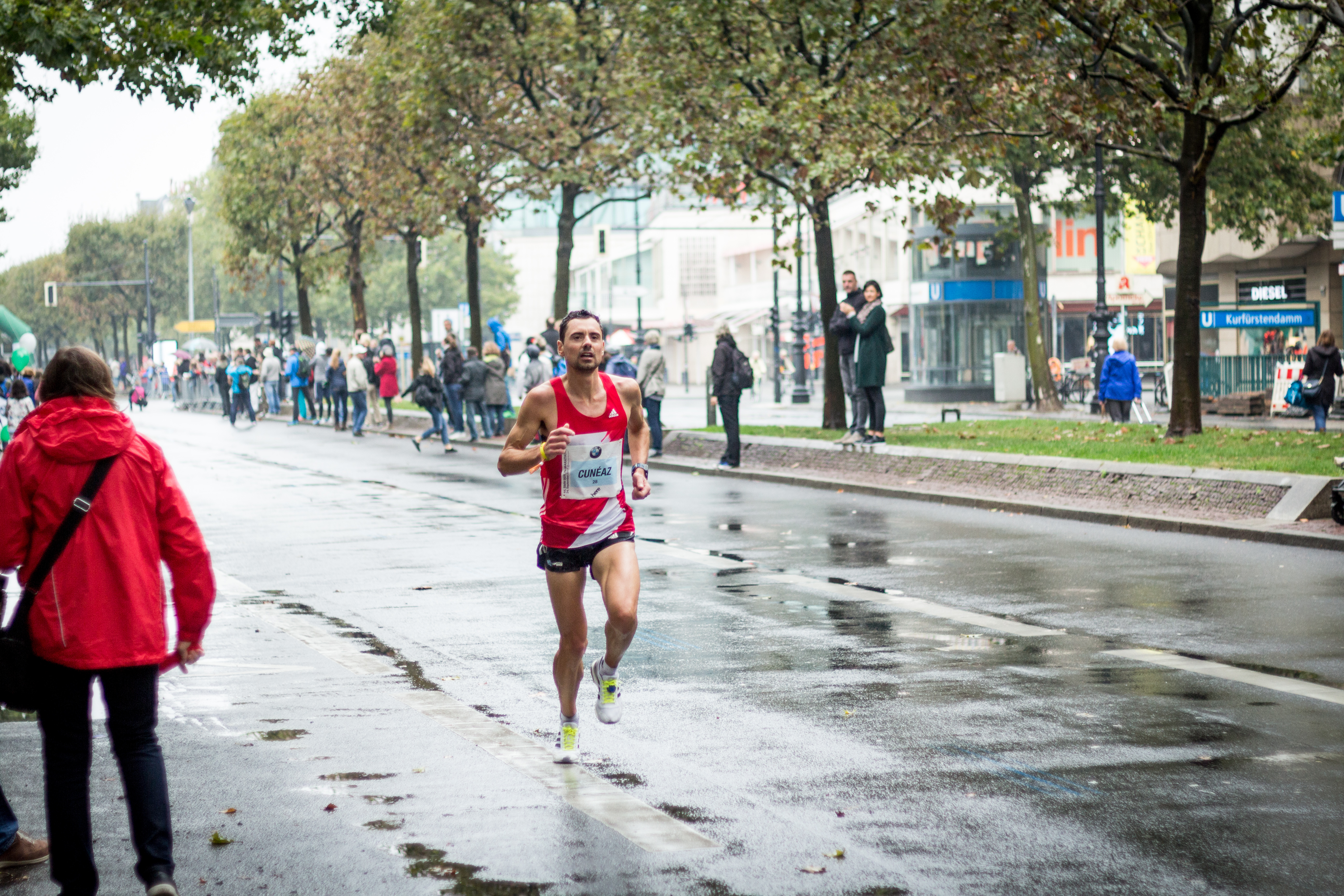
Platz 22 für René Cunéaz

15. August 2022, 11:30 Uhr MESZ

### Einzelwertung
| Platz | Name                     | Nation               | Zeit (h) |
| ----- | ------------------------ | -------------------- | -------- |
| 1     | Richard Ringer           | Deutschland          | 2:10:21  |
| 2     | Maru Teferi              | Israel               | 2:10:23  |
| 3     | Gashau Ayale             | Israel               | 2:10:29  |
| 4     | Amanal Petros            | Deutschland          | 2:10:39  |
| 5     | Nicolas Navarro          | Frankreich           | 2:10:41  |
| 6     | Ayad Lamdassem           | Spanien              | 2:10:52  |
| 7     | Yimer Getahun            | Israel               | 2:10:56  |
| 8     | Koen Naert               | Belgien              | 2:11:28  |
| 9     | Girmaw Amare             | Israel               | 2:11:32  |
| 10    | Michaël Gras             | Frankreich           | 2:12:39  |
| 11    | Tiidrek Nurme            | Estland              | 2:12:46  |
| 12    | Jorge Blanco             | Spanien              | 2:13:18  |
| 13    | Daniele Meucci           | Italien              | 2:14:22  |
| 14    | Daniel Mateo             | Spanien              | 2:14:34  |
| 15    | Yago Rojo                | Spanien              | 2:14:41  |
| 16    | Johannes Motschmann      | Deutschland          | 2:14:52  |
| 17    | Philip Sesemann          | Großbritannien       | 2:15:17  |
| 18    | Adam Nowicki             | Polen                | 2:15:21  |
| 19    | Iliass Aouani            | Italien              | 2:15:34  |
| 10    | Rui Pinto                | Portugal             | 2:15:43  |
| 21    | Benjamin Choquert        | Frankreich           | 2:15:48  |
| 22    | René Cunéaz              | Italien              | 2:15:55  |
| 23    | Adrian Lehmann           | Schweiz              | 2:15:57  |
| 24    | Hendrik Pfeiffer         | Deutschland          | 2:16:04  |
| 25    | Konstantin Wedel         | Deutschland          | 2:16:09  |
| 26    | Omer Ramon               | Israel               | 2:16:35  |
| 27    | Abdi Hakin Ulad          | Dänemark             | 2:16:41  |
| 28    | Jonas Leandersson        | Schweden             | 2:16:54  |
| 29    | Linus Rosdal             | Schweden             | 2:17:09  |
| 30    | Mohamud Aadan            | Großbritannien       | 2:17:34  |
| 31    | Archie Casteel           | Schweden             | 2:17:44  |
| 32    | Kaur Kivistik            | Estland              | 2:17:51  |
| 33    | Stefano La Rosa          | Italien              | 2:17:57  |
| 34    | Fábio Oliveira           | Portugal             | 2:18:02  |
| 35    | Andrew Davies            | Großbritannien       | 2:18:23  |
| 36    | Gáspár Csere             | Ungarn               | 2:18:35  |
| 37    | Patrik Wägeli            | Schweiz              | 2:18:46  |
| 38    | Ilie Corneschi           | Rumänien             | 2:18:59  |
| 39    | Weldu Negash Gebretsadik | Norwegen             | 2:18:59  |
| 40    | Tom Hendrikse            | Niederlande          | 2:19:21  |
| 41    | Roman Fosti              | Estland              | 2:19:34  |
| 42    | Ronald Schröer           | Niederlande          | 2:19:40  |
| 43    | Abdelaziz Merzougui      | Spanien              | 2:19:47  |
| 44    | Andrew Heyes             | Großbritannien       | 2:19:47  |
| 45    | Mustafa Mohamed          | Schweden             | 2:19:52  |
| 46    | Andreas Lommer           | Dänemark             | 2:20:34  |
| 47    | Maxim Răileanu           | Moldau               | 2:21:01  |
| 48    | Luís Saraiva             | Portugal             | 2:21:23  |
| 49    | Arkadiusz Gardzielewski  | Polen                | 2:21:34  |
| 50    | Simon Boch               | Deutschland          | 2:21:39  |
| 51    | Kamil Karbowiak          | Polen                | 2:21:48  |
| 52    | Florian Carvalho         | Frankreich           | 2:21:51  |
| 53    | Witalij Schafar          | Ukraine              | 2:22:24  |
| 54    | Ebba Tulu Chala          | Schweden             | 2:23:04  |
| 55    | Hermano Ferreira         | Portugal             | 2:24:21  |
| 56    | Ivan Siuris              | Moldau               | 2:25:17  |
| 57    | Ignas Brasevičius        | Litauen              | 2:25:25  |
| 58    | Hugh Armstrong           | Irland               | 2:25:27  |
| 59    | Ihor Heletiy             | Ukraine              | 2:26:33  |
| 60    | Martin Olesen            | Dänemark             | 2:28:04  |
| 61    | Primož Kobe              | Slowenien            | 2:29:23  |
| 62    | Rune Bækgaard            | Dänemark             | 2:31:37  |
| DNF   | Julien Lyon              | Schweiz              |          |
| DNF   | Ömer Alkanoğlu           | Türkei               |          |
| DNF   | Soufiane Bouchikhi       | Belgien              |          |
| DNF   | Jiří Homoláč             | Tschechien           |          |
| DNF   | Bukayawe Malede          | Israel               |          |
| DNF   | Emmanuel Roudolff        | Frankreich           |          |
| DNF   | Polat Kemboi Arıkan      | Türkei               |          |
| DNF   | Luke Caldwell            | Großbritannien       |          |
| DNF   | Daniele D’Onofrio        | Italien              |          |
| DNF   | Tachlowini Gabriyesos    | Athlete Refugee Team |          |
| DNF   | Arttu Vattulainen        | Finnland             |          |
| DNF   | Dario Ivanovski          | Nordmazedonien       |          |
| DNF   | Remigijus Kančys         | Litauen              |          |
| DNF   | Nicolaï Saké             | Belgien              |          |
| DNF   | Kamil Jastrzębski        | Polen                |          |
| DNF   | Yohan Durand             | Frankreich           |          |
| DNF   | Tsegay Tesfamariam       | Schweden             |          |

| Zwischenzeiten      | Zwischenzeiten | Zwischenzeiten | Zwischenzeiten |
| Zwischenzeit- Marke | Zwischenzeit   | Führende(r) | 5-km-Zeit      |
| ------------------- | -------------- | --- | -------------- |
| 5 km                | 15:22 min      | Iliass Aouani mit großer Führungsgruppe                                                                                   | 15:22 min      |
| 10 km               | 30:40 min      | Iliass Aouani mit großer Führungsgruppe                                                                                   | 15:18 min      |
| 15 km               | 46:23 min      | Polat Kemboi Arıkan mit großer Führungsgruppe                                                                             | 15:43 min      |
| 20 km               | 1:01:45 h00    | Daniel Mateo mit 22-köpfiger Führungsgruppe                                                                               | 15:22 min      |
| 25 km               | 1:17:16 h00    | Iliass Aouani mit siebenköpfiger Führungsgruppe                                                                           | 15:31 min      |
| 30 km               | 1:32:45 h00    | Amanal Petros mit dreizehnköpfiger Führungsgruppe                                                                         | 15:29 min      |
| 35 km               | 1:48:36 h00    | Gashau Ayale mit zehnköpfiger Führungsgruppe                                                                              | 15:51 min      |
| 40 km               | 2:03:48 h00    | Ringer, Lamdassem, Ayale, Petros, Teferi / Navarro – 4 s zurück / Getahun – 6 s zurück / Amare, Naert, Gras – 30 s zurück | 15:12 min      |

### Teamwertung
| Platz | Land           | Athleten | Zeit (h)   |
| ----- | -------------- | --- | ---------- |
|       | Israel         | - Maru Teferi – 2:10:23 (2.) - Gashau Ayale – 2:10:29 (3.) - Yimer Getahun – 2:10:56 (7.) - Girmaw Amare – 2:11:32 (9.) - Omer Ramon – 2:16:35 (26.) - Bukayawe Malede – DNF                            | 6:31:48 CR |
|       | Deutschland    | - Richard Ringer – 2:10:21 (1.) - Amanal Petros – 2:10:39 (4.) - Johannes Motschmann – 2:14:52 (16.) - Hendrik Pfeiffer – 2:16:04 (24.) - Konstantin Wedel – 2:16:09 (25.) - Simon Boch – 2:21:39 (50.) | 6:35:52    |
|       | Spanien        | - Ayad Lamdassem – 2:10:52 (6.) - Jorge Blanco – 2:13:18 (12.) - Daniel Mateo – 2:14:34 (14.) - Yago Rojo – 2:14:41 (15.) - Abdelaziz Merzougui – 2:19:47 (43.)                                         | 6:38:33    |
| 4     | Frankreich     | - Nicolas Navarro – 2:10:41 (5.) - Michael Gras – 2:12:39 (10.) - Benjamin Choquert – 2:15:48 (21.) - Florian Carvalho – 2:21:51 (52.) - Emmanuel Roudolff – DNF - Yohan Durand – DNF                   | 6:39:08    |
| 5     | Italien        | - Daniele Meucci – 2:14:21 (13.) - Iliass Aouani – 2:15:33 (19.) - René Cunéaz – 2:15:55 (22.) - Stefano La Rosa – 2:17:57 (33.) - Daniele D’Onofrio – DNF                                              | 6:45:51    |
| 6     | Estland        | - Tiidrek Nurme – 2:12:46 (11.) - Kaur Kivistik – 2:17:51 (32.) - Roman Fosti – 2:19:34 (41.) | 6:50:11    |
| 7     | Großbritannien | - Philip Sesemann – 2:15:17 (17.) - Mohamud Aadan – 2:17:34 (30.) - Andrew Davies – 2:18:23 (35.) - Andrew Heyes – 2:19:47 (44.) - Luke Caldwell – DNF                                                  | 6;51:14    |
| 8     | Schweden       | - Jonas Leandersson – 2:16:54 (28.) - Linus Rosdal – 2:17:09 (29.) - Archie Casteel – 2:17:44 (31.) - Mustafa Mohamed – 2:19:52 (45.) - Ebba Tulu Chala – 2:23:04 (54.) - Tsegay Tesfamariam – DNF      | 6:51:47    |
| 9     | Portugal       | - Rui Pinto – 2:15:43 (10.) - Fábio Oliveira – 2:18:02 (34.) - Luís Saraiva – 2:21:23 (48.) - Hermano Ferreira – 2:24:21 (55.)                                                                          | 6:55:08    |
| 10    | Polen          | - Adam Nowicki – 2:15:21 (18.) - Arkadiusz Gardzielewski – 2:21:34 (49.) - Kamil Karbowiak – 2:21:48 (51.) - Mustafa Mohamed – 2:19:52 (45.) - Kamil Jastrzębski – DNF                                  | 6:58:43    |
| 11    | Dänemark       | - Abdi Hakin Ulad – 2:16:41 (27.) - Andreas Lommer – 2:20:34 (46.) - Martin Olesen – 2:28:04 (60.) - Rune Bækgaard – 2:31:37 (62.) - Kamil Jastrzębski – DNF                                            | 7:05:19    |
| NM    | Belgien        | - Koen Naert – 2:11:28 (8.) - Soufiane Bouchikhi – DNF - Nicolaï Saké – DNF |            |
| NM    | Schweiz        | - Adrian Lehmann – 2:15:57 (23.) - Patrik Wägeli – 2:18:46 (37.) - Julien Lyon – DNF |            |
| NM    | Türkei         | - Ömer Alkanoğlu – DNF - Polat Kemboi Arıkan – DNF |            |

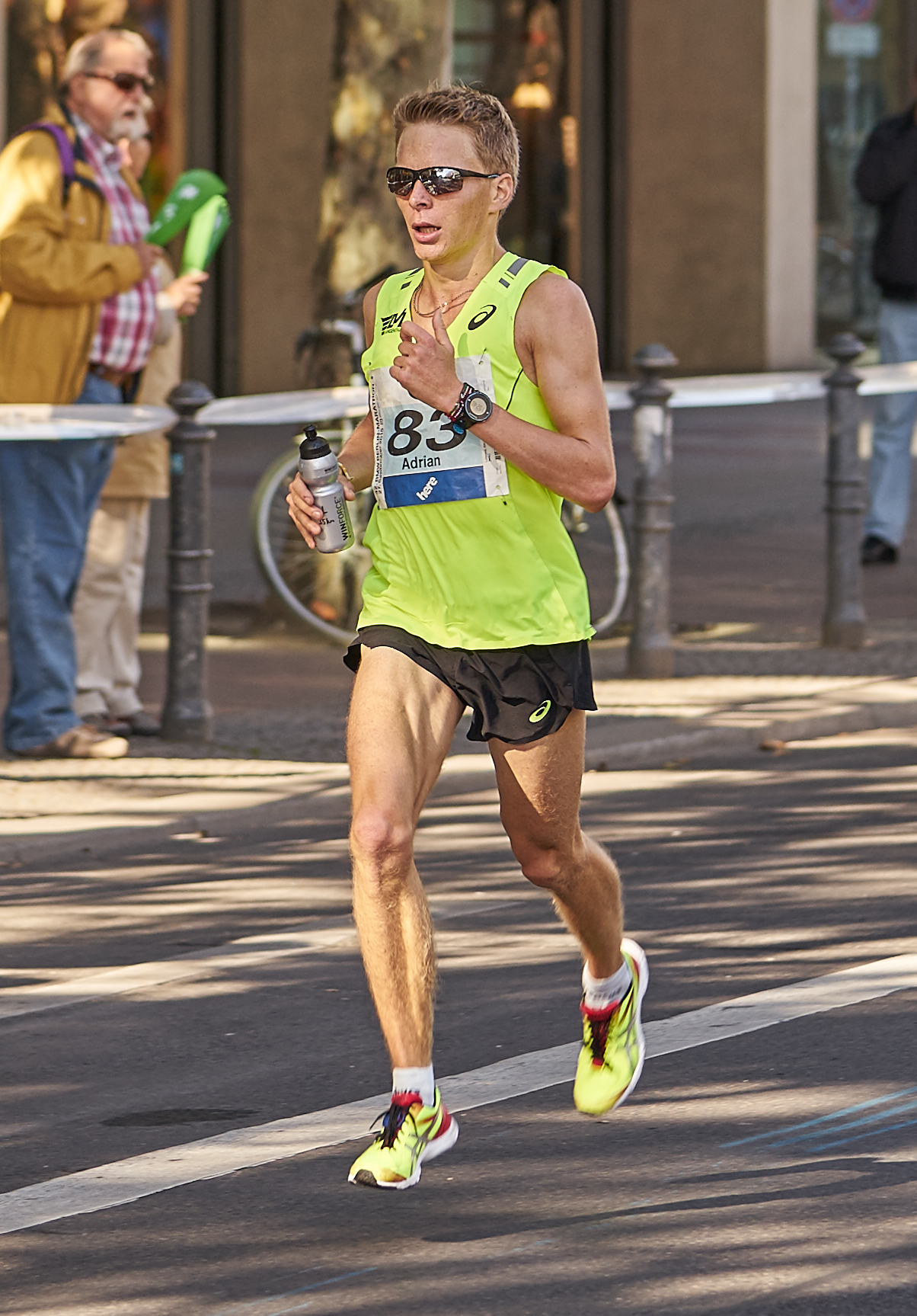
Adrian Lehmann – Rang 23
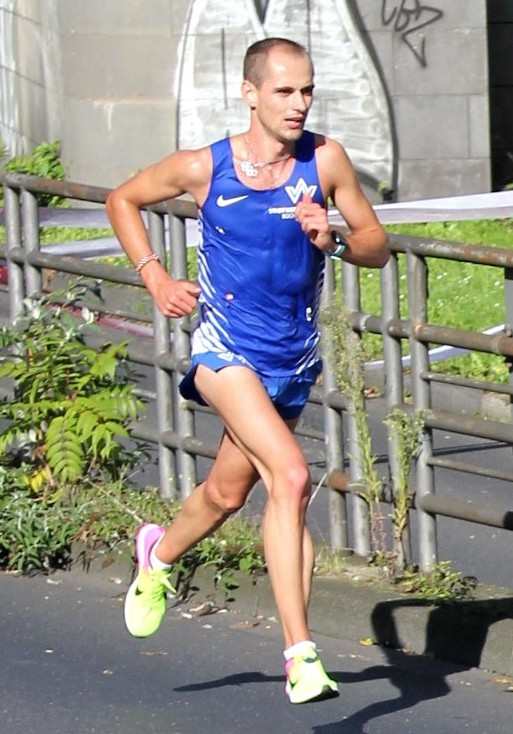
Hendrik Pfeiffer – Rang 24
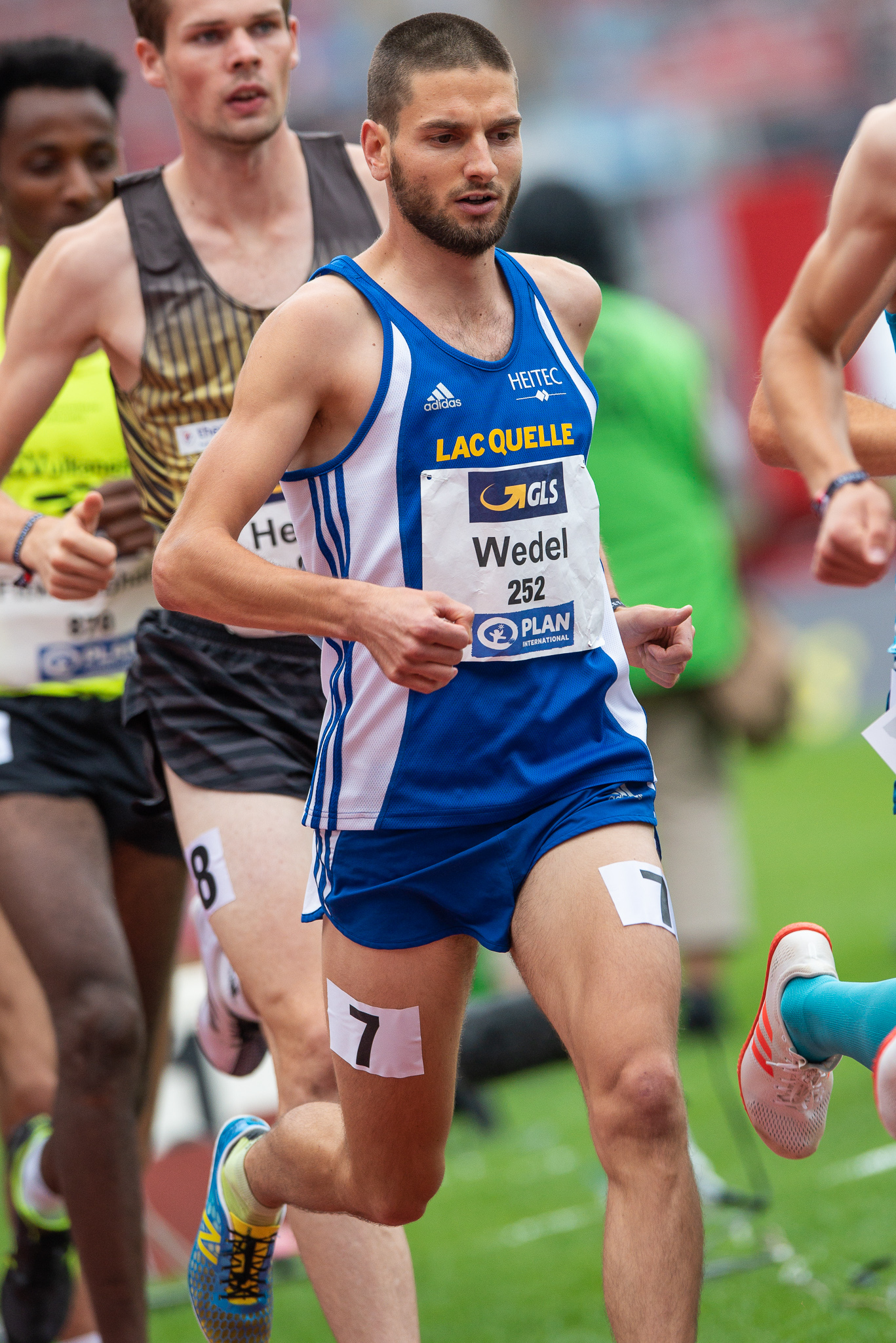
Konstantin Wedel – Rang 25
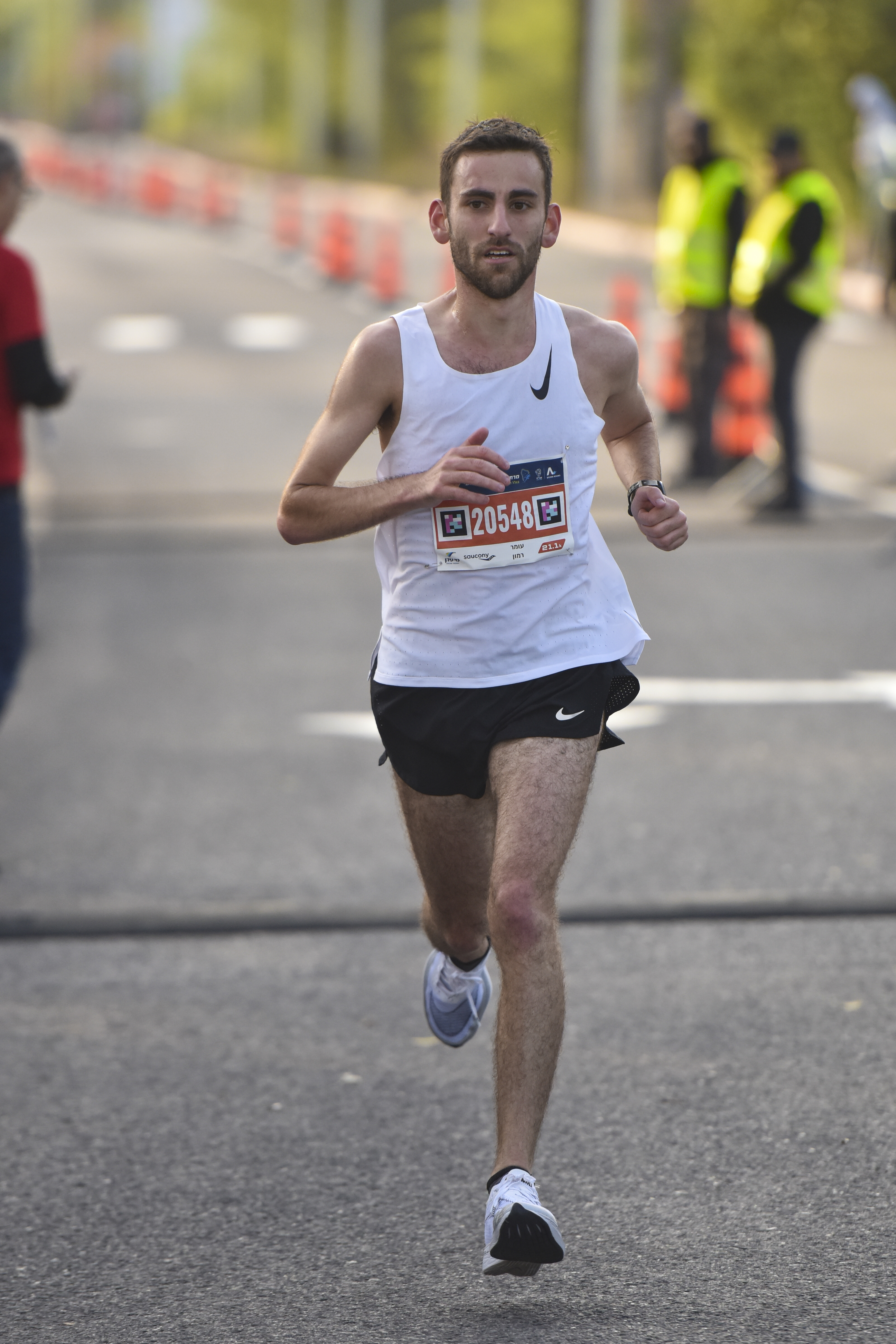
Omer Ramon – Rang 26

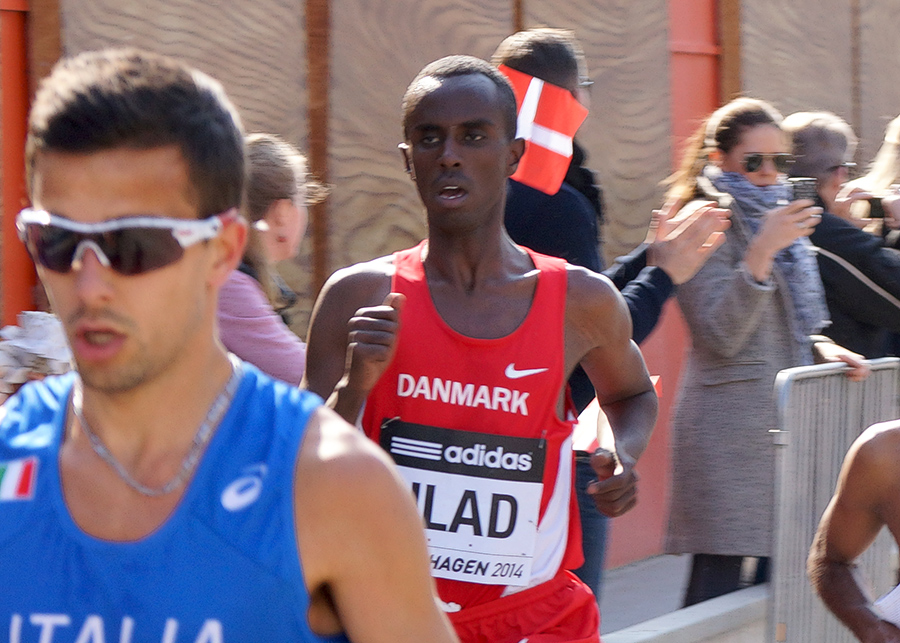
Abdi Hakin Ulad (rotes Trikot) – Rang 27
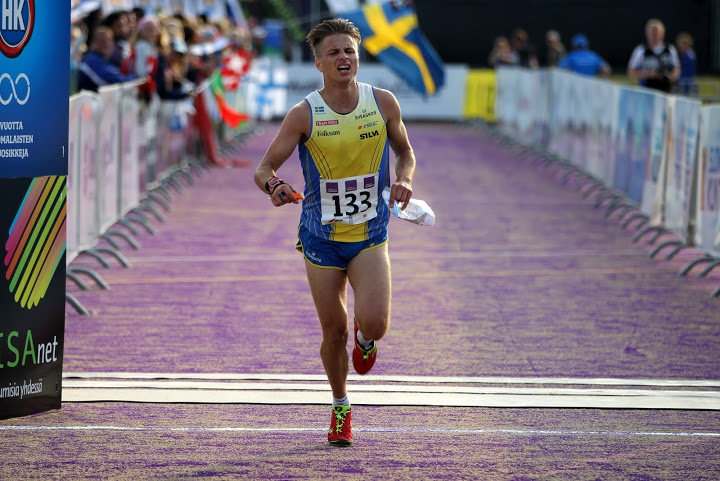
Jonas Leandersson – Rang 28
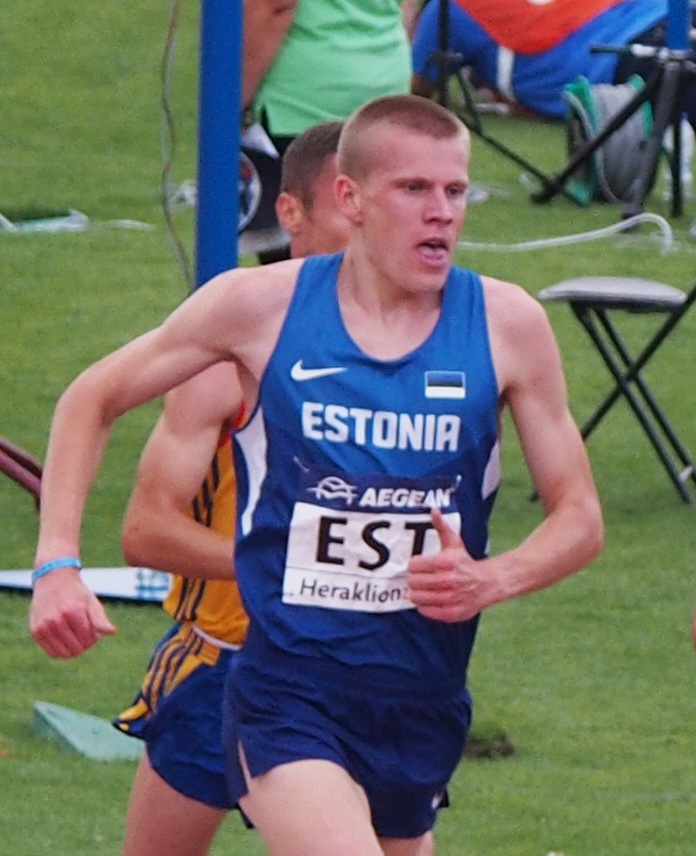
Kaur Kivistik – Rang 32

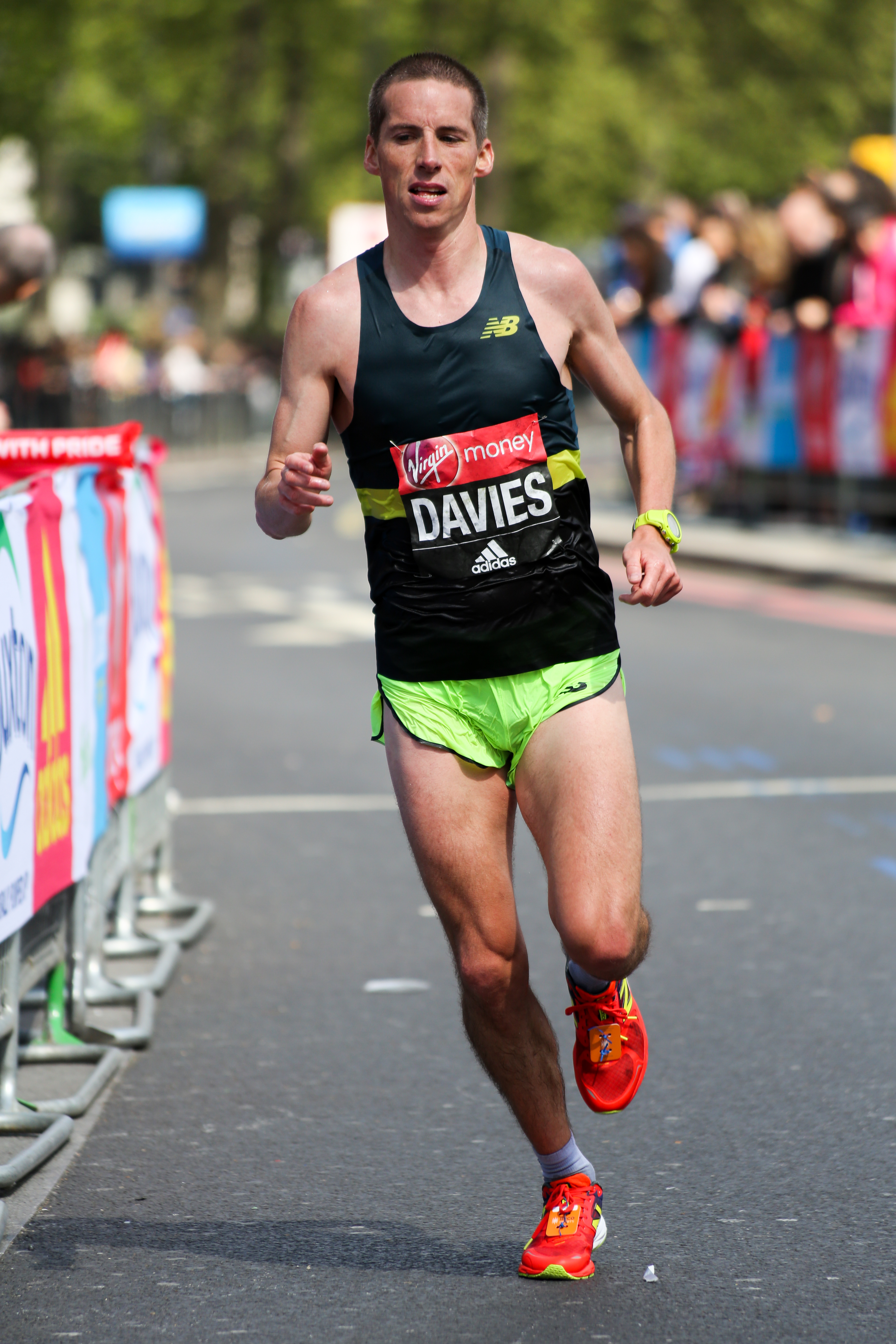
Andrew Davies – Rang 35
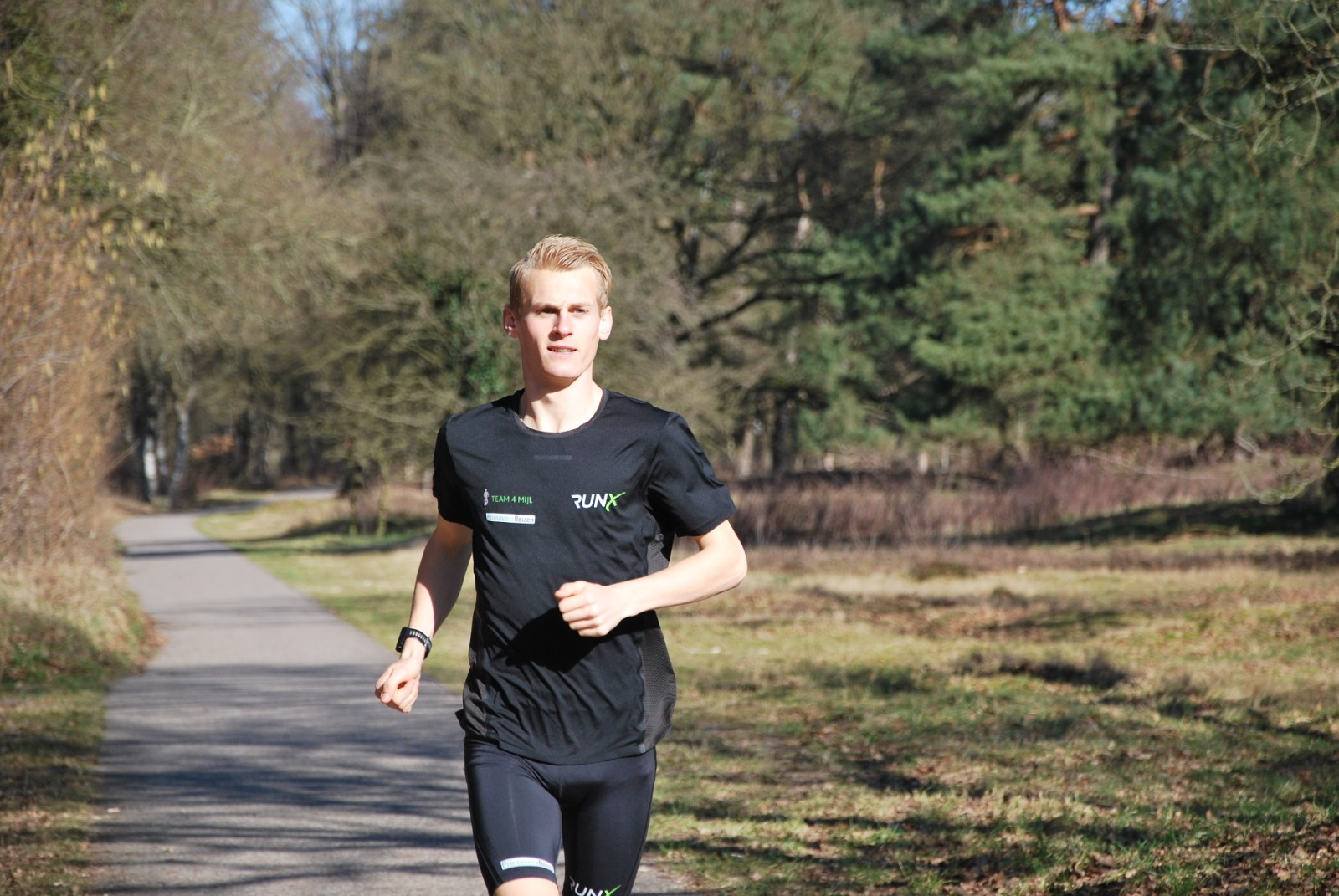
Tom Hendrikse – Rang vierzig
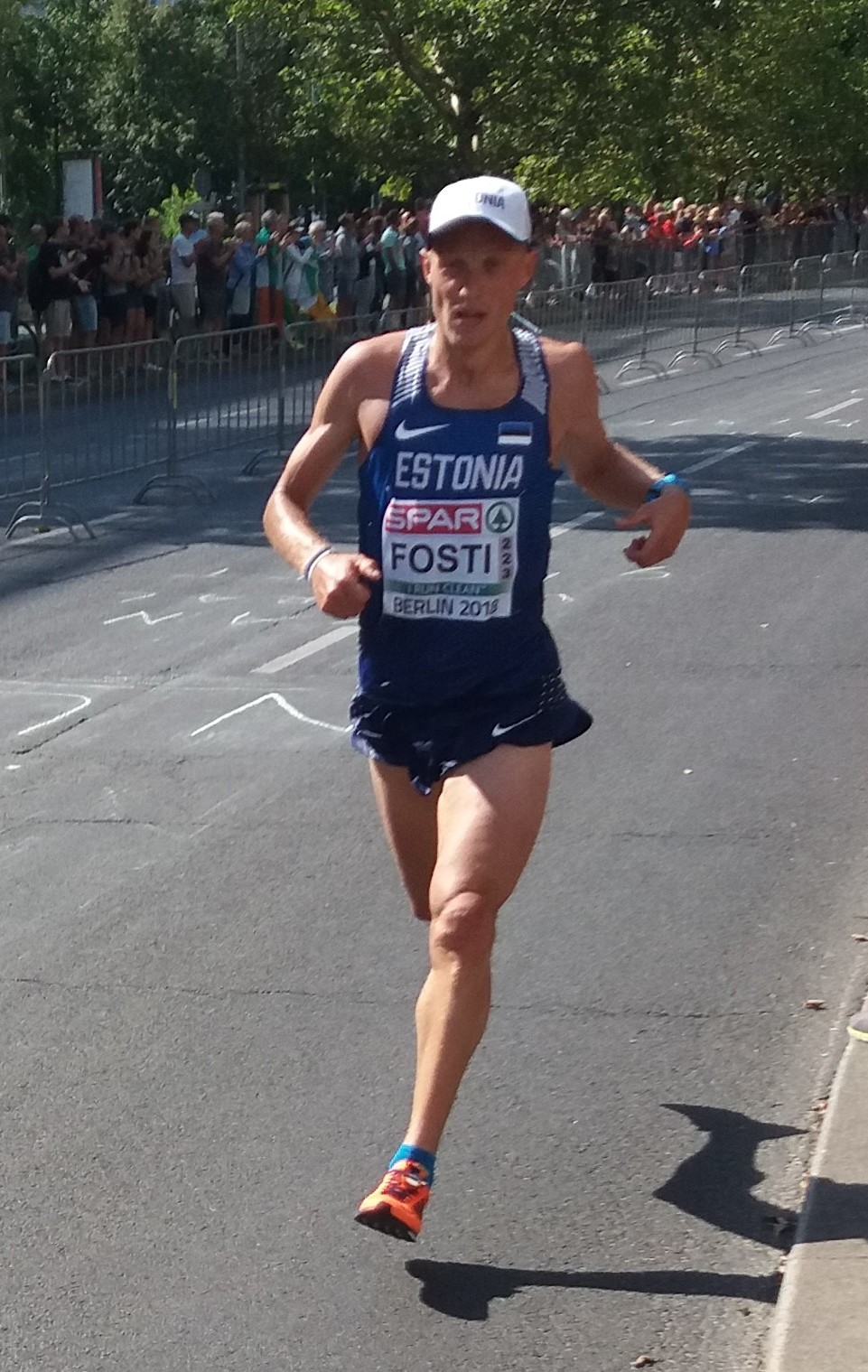
Roman Fosti – Rang 41
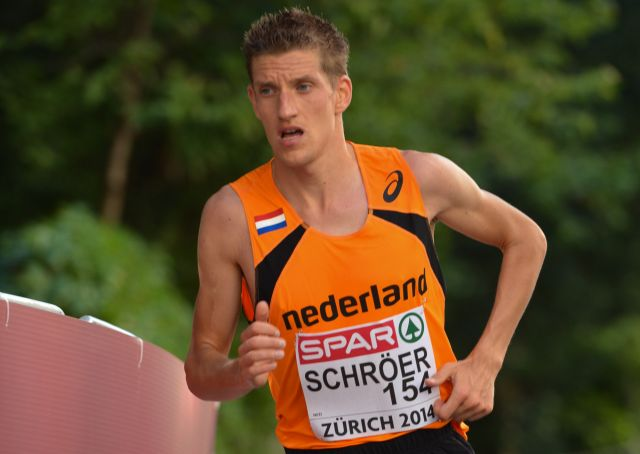
Ronald Schröer – Rang 42

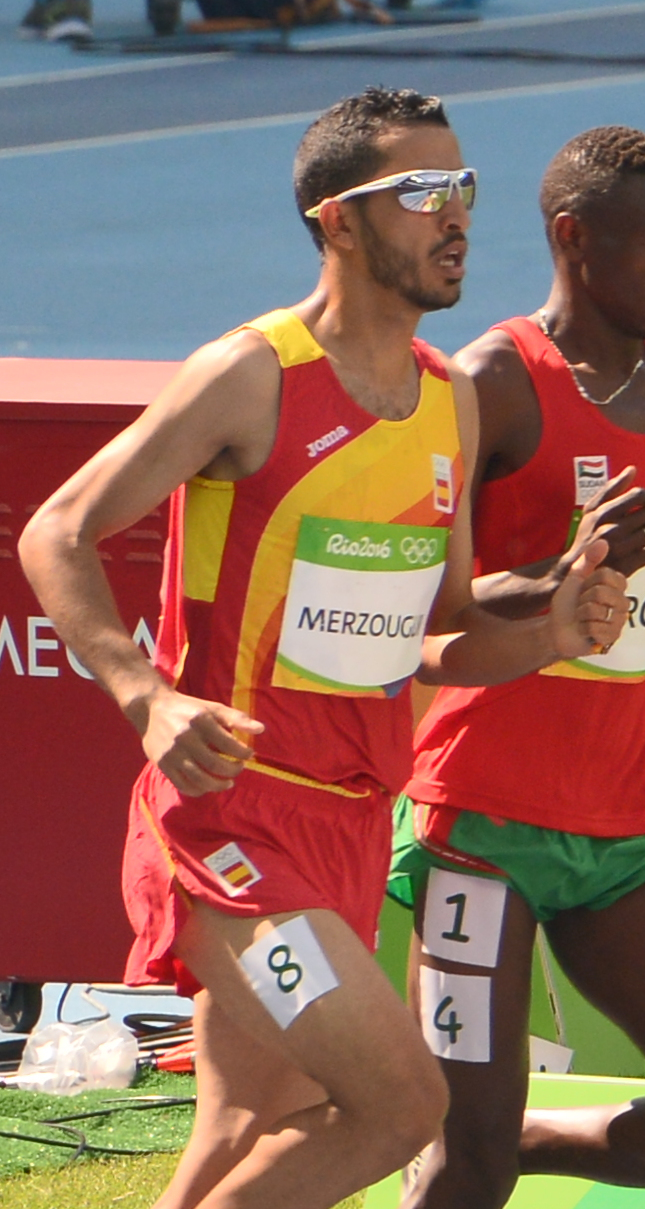
Abdelaziz Merzougui – Rang 43
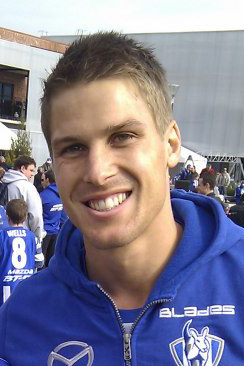
Andrew Heyes – Rang 44
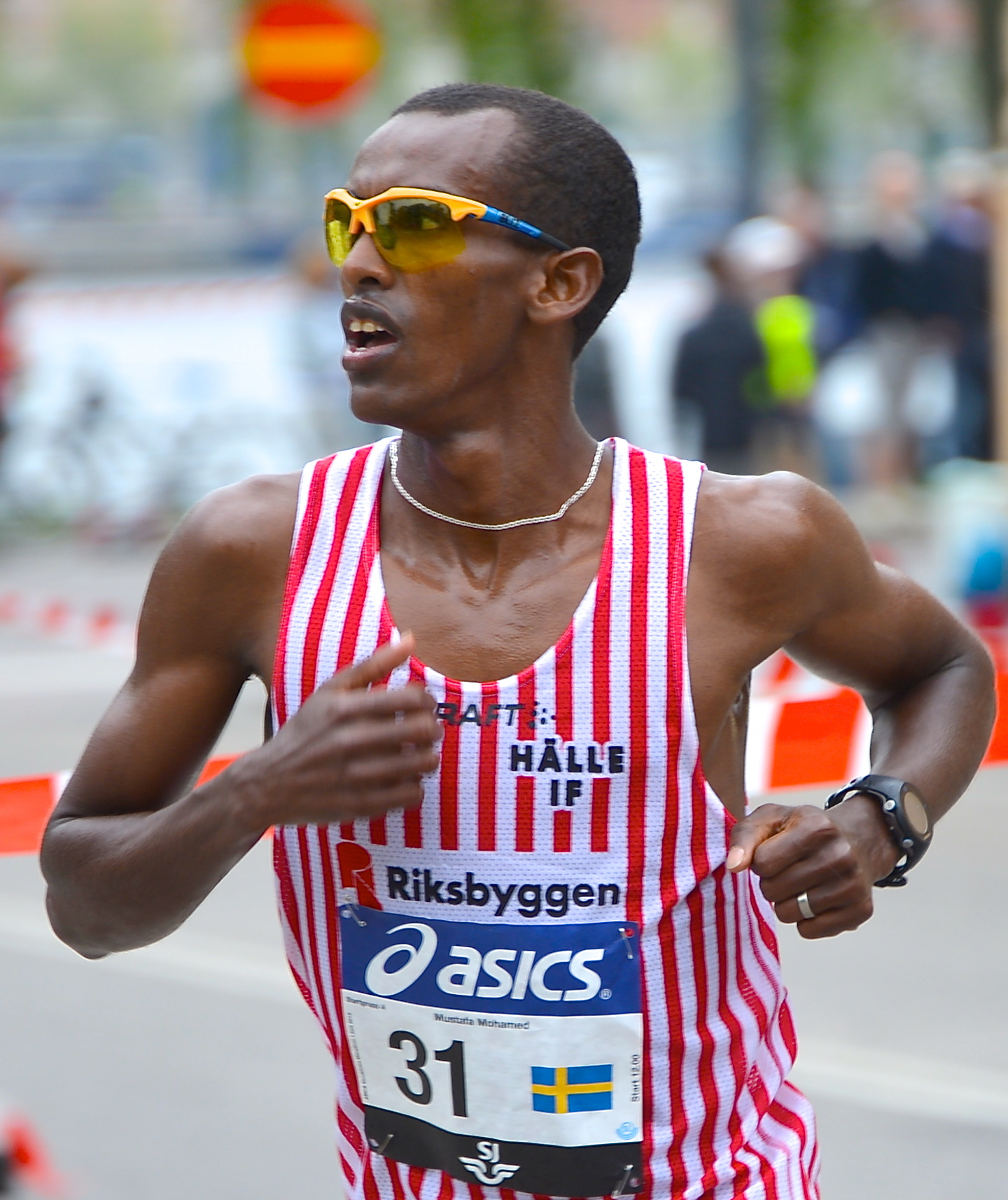
Mustafa Mohamed – Rang 45

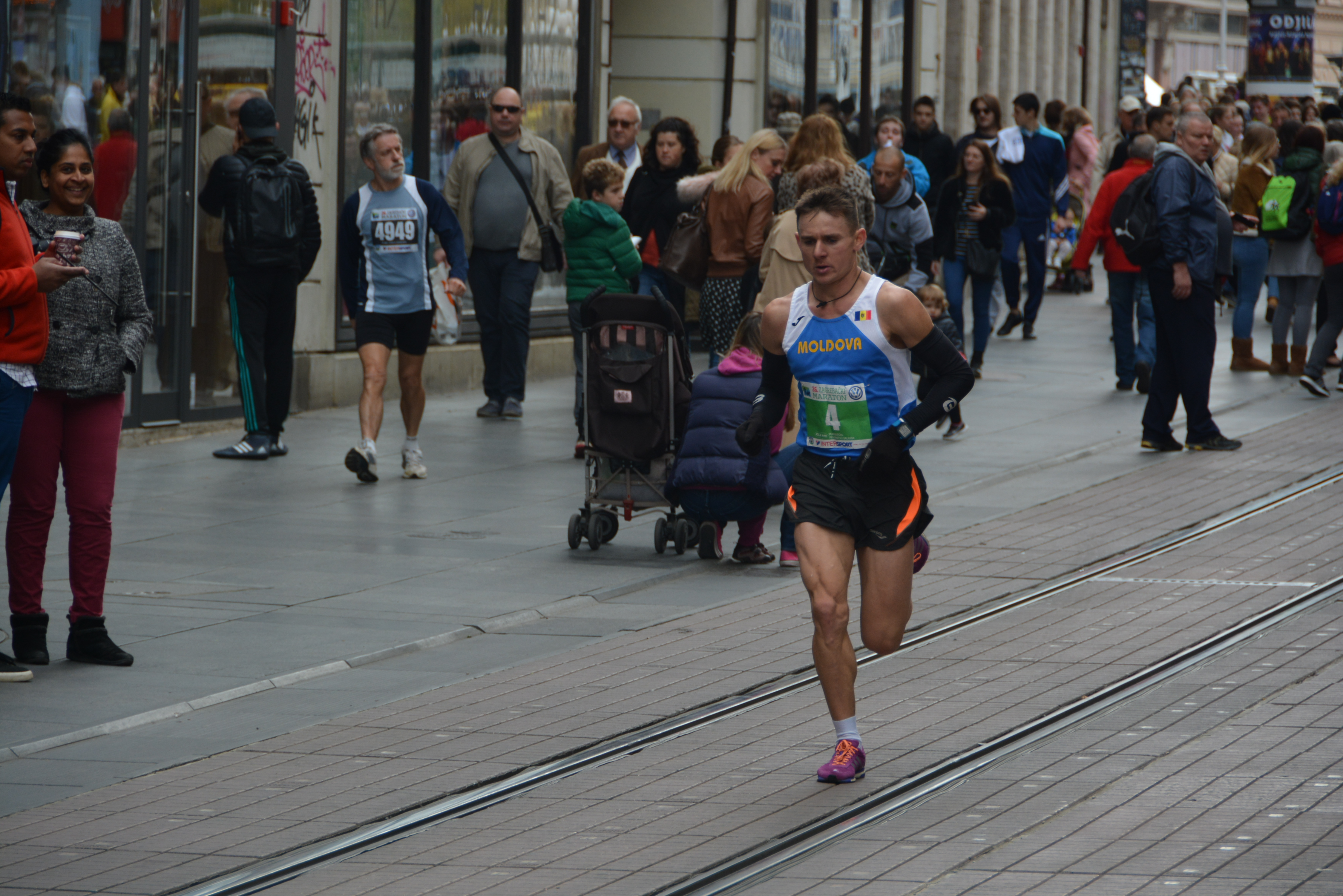
Maxim Răileanu – Rang 47
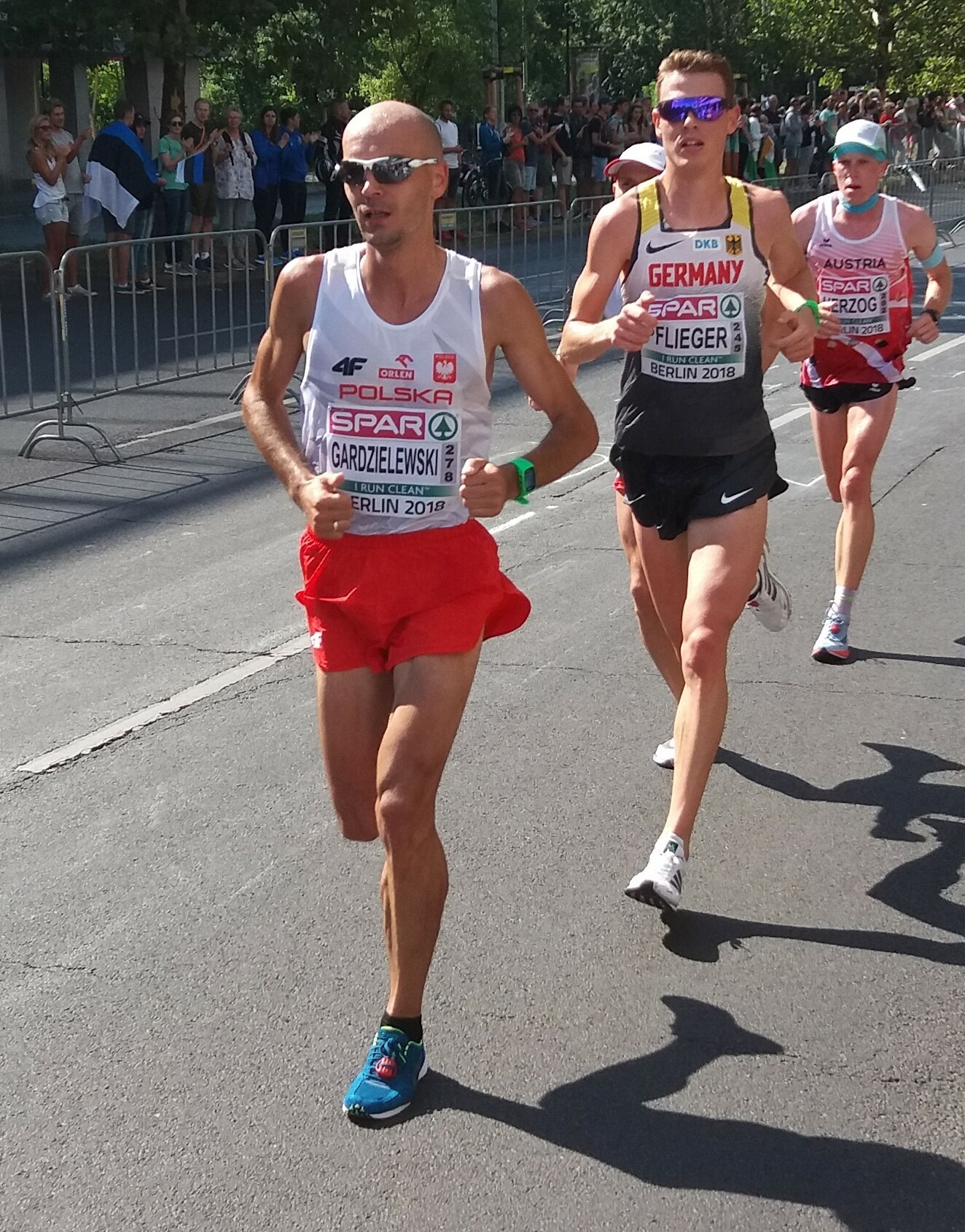
Arkadiusz Gardzielewski (hier als Führender) – Rang 49
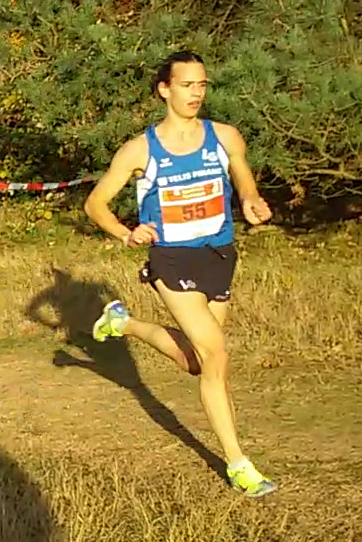
– Rang fünfzig
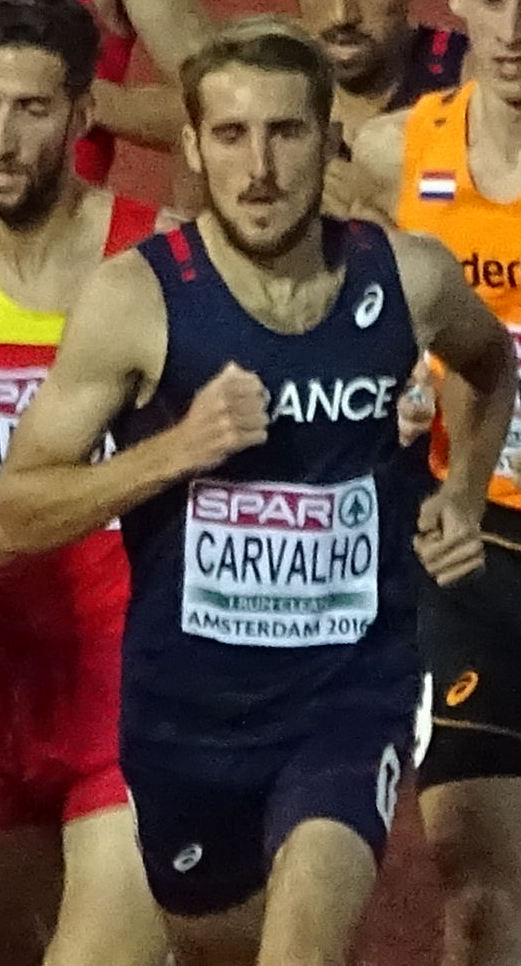
Florian Carvalho – Rang 52

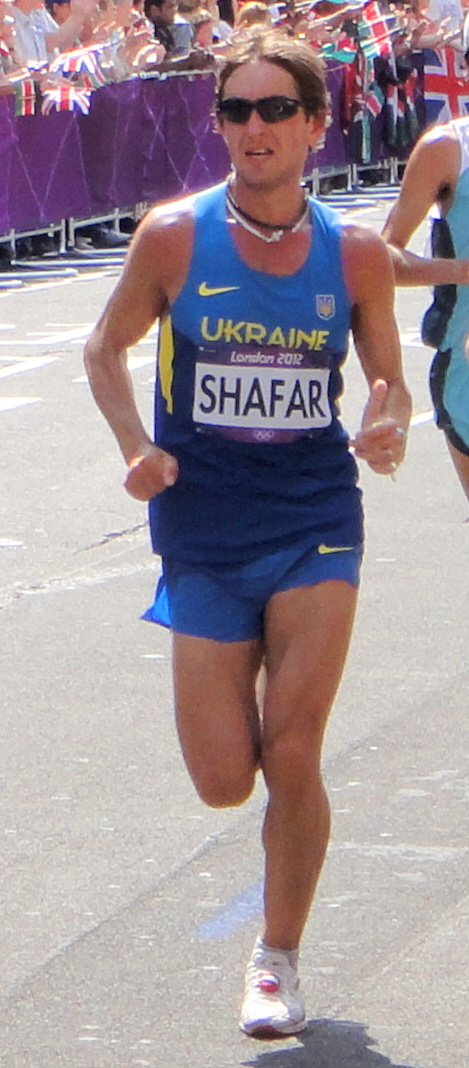
Witalij Schafar – Rang 53
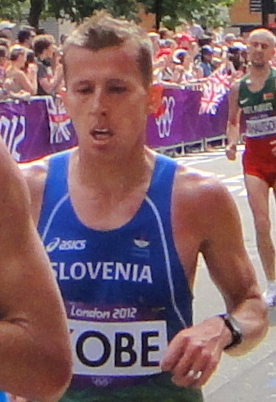
Primož Kobe – Rang 61
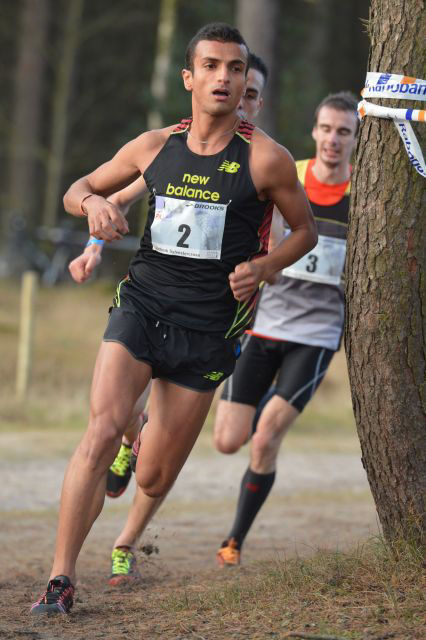
Soufiane Bouchikhi – Rennen nicht beendet
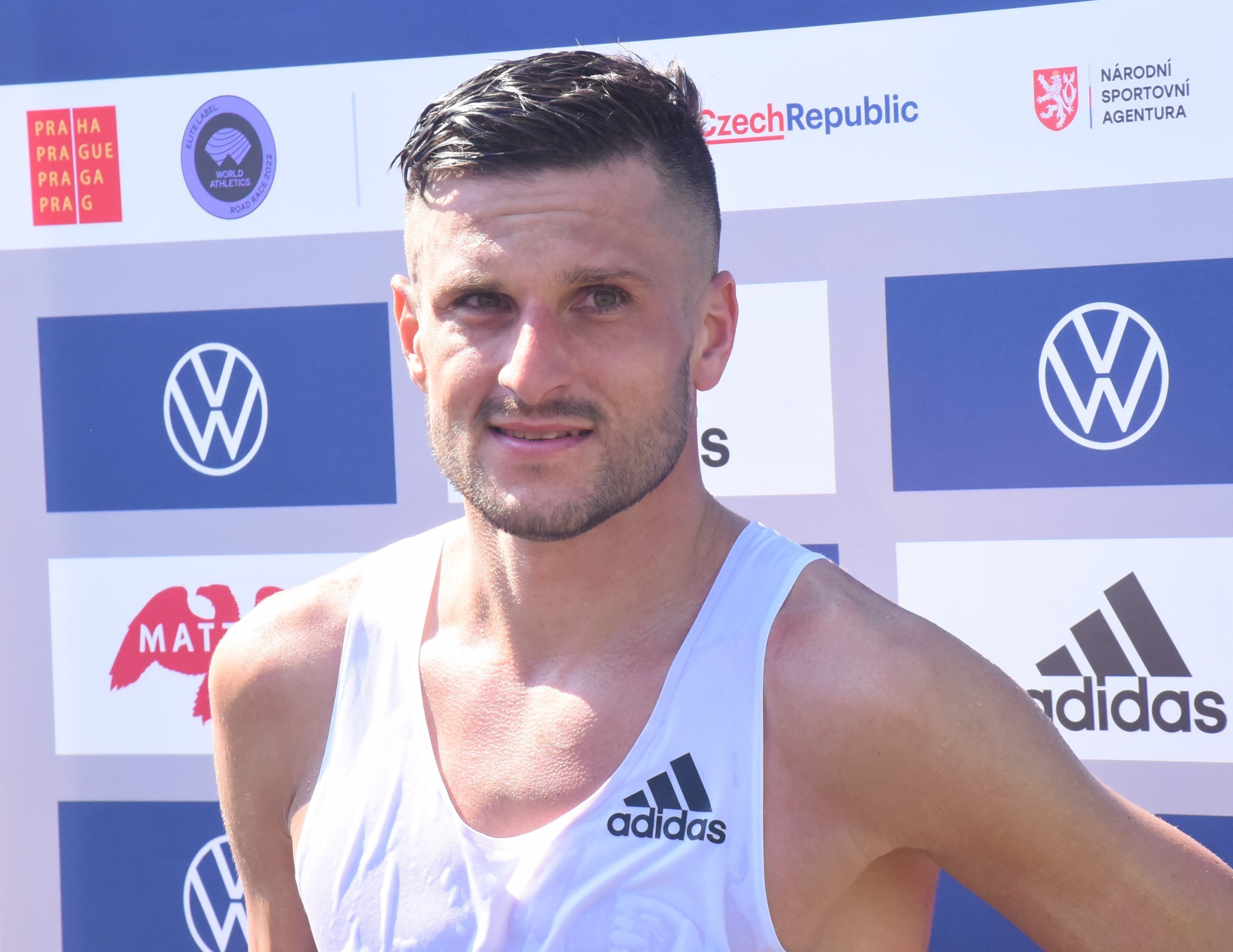
Jiří Homoláč – Rennen nicht beendet

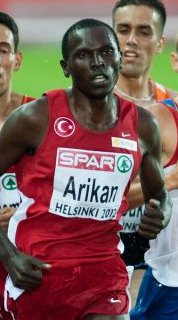
Polat Kemboi Arıkan – Rennen nicht beendet
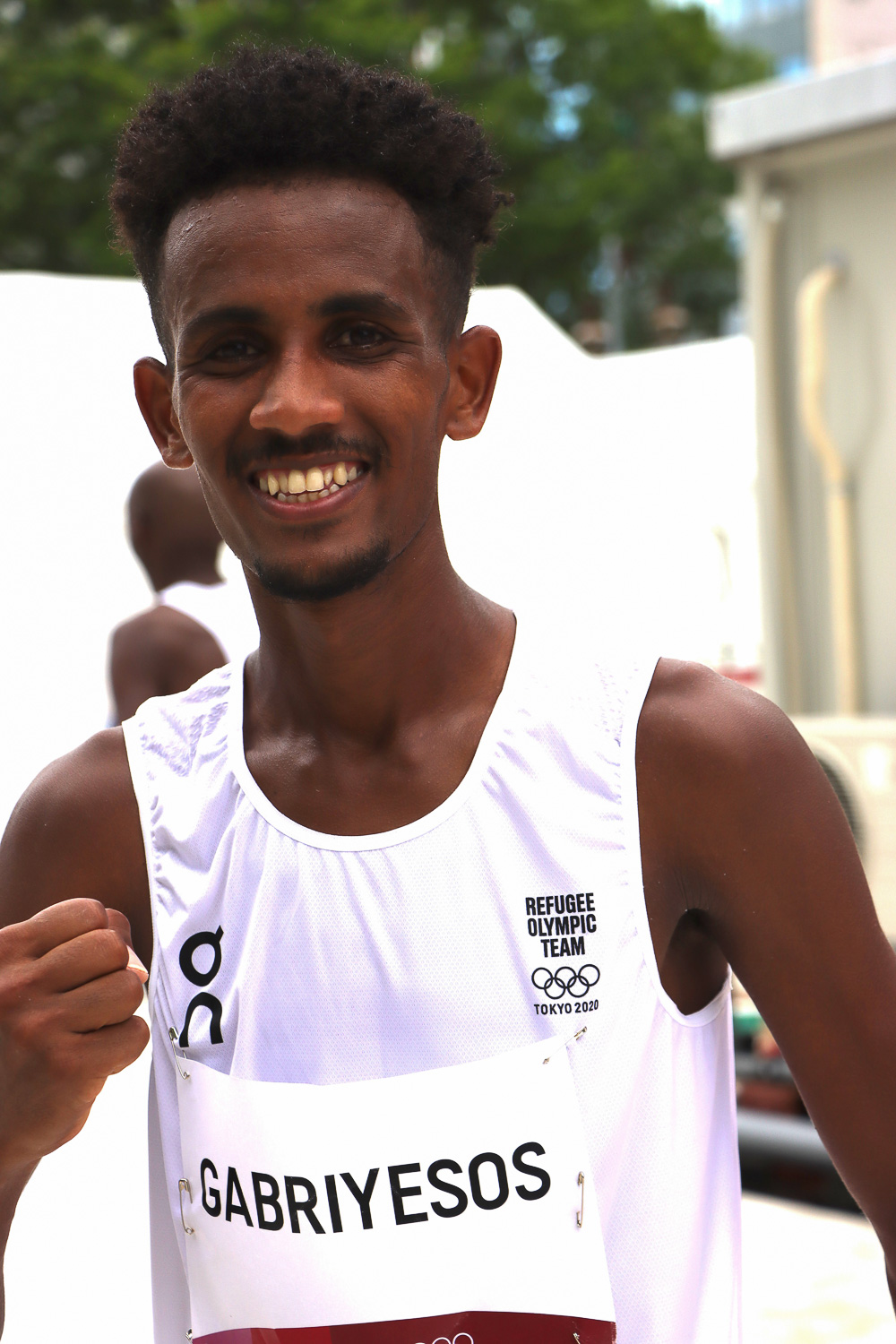
Tachlowini Gabriyesos – Rennen nicht beendet

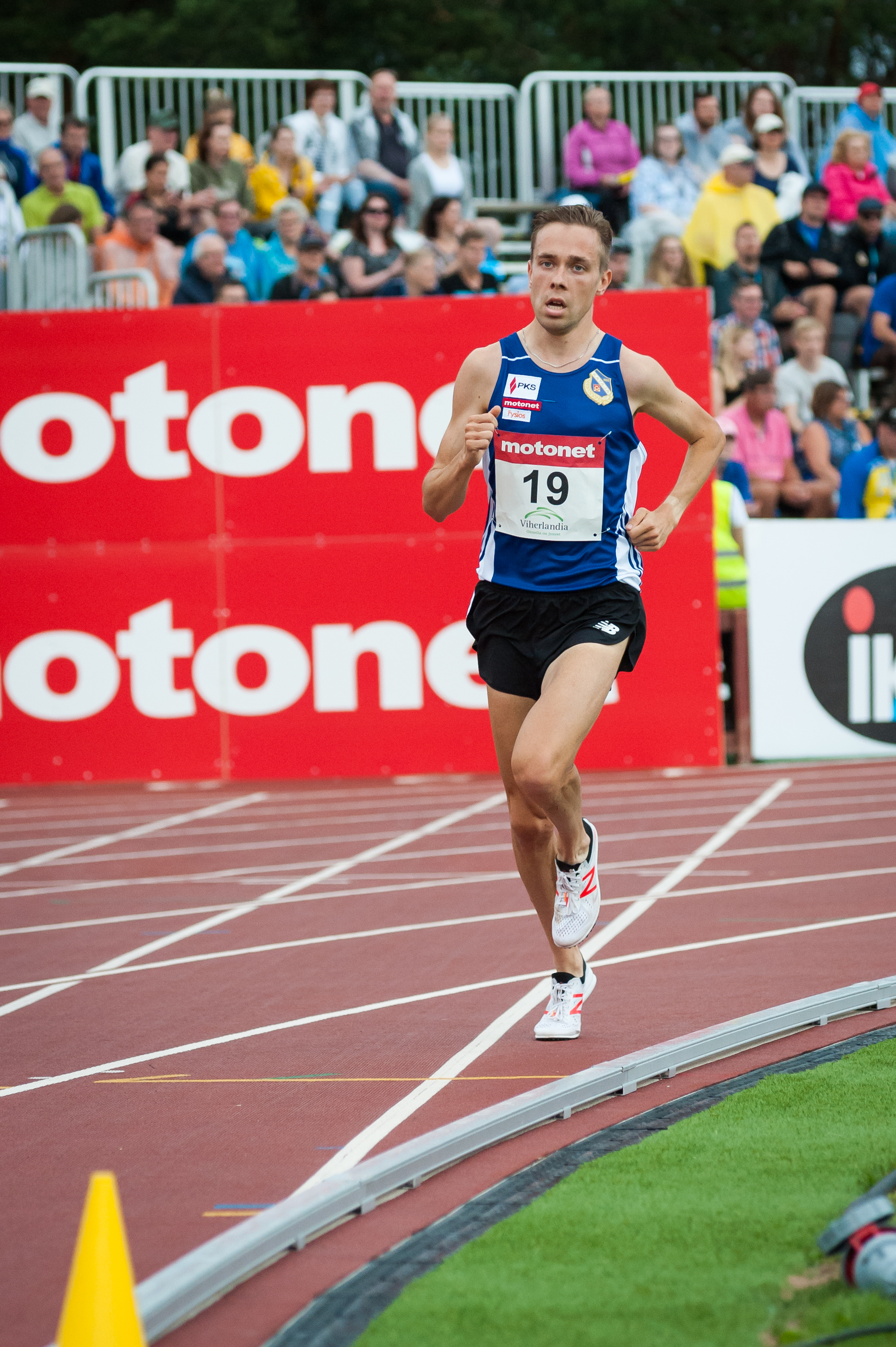
Arttu Vattulainen – Rennen nicht beendet
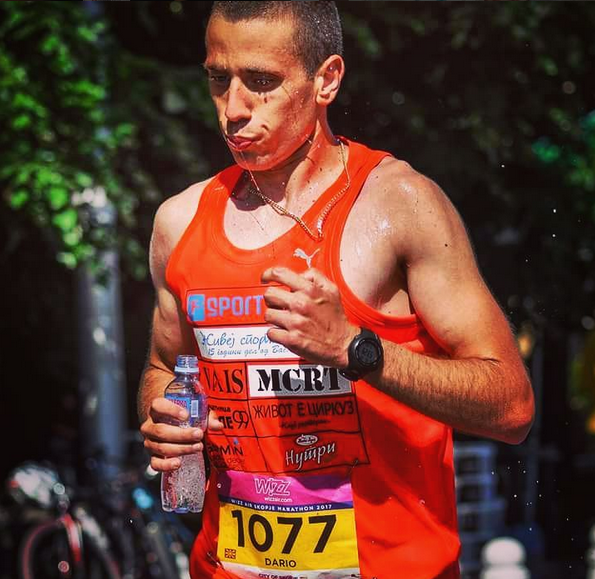
Dario Ivanovski – Rennen nicht beendet
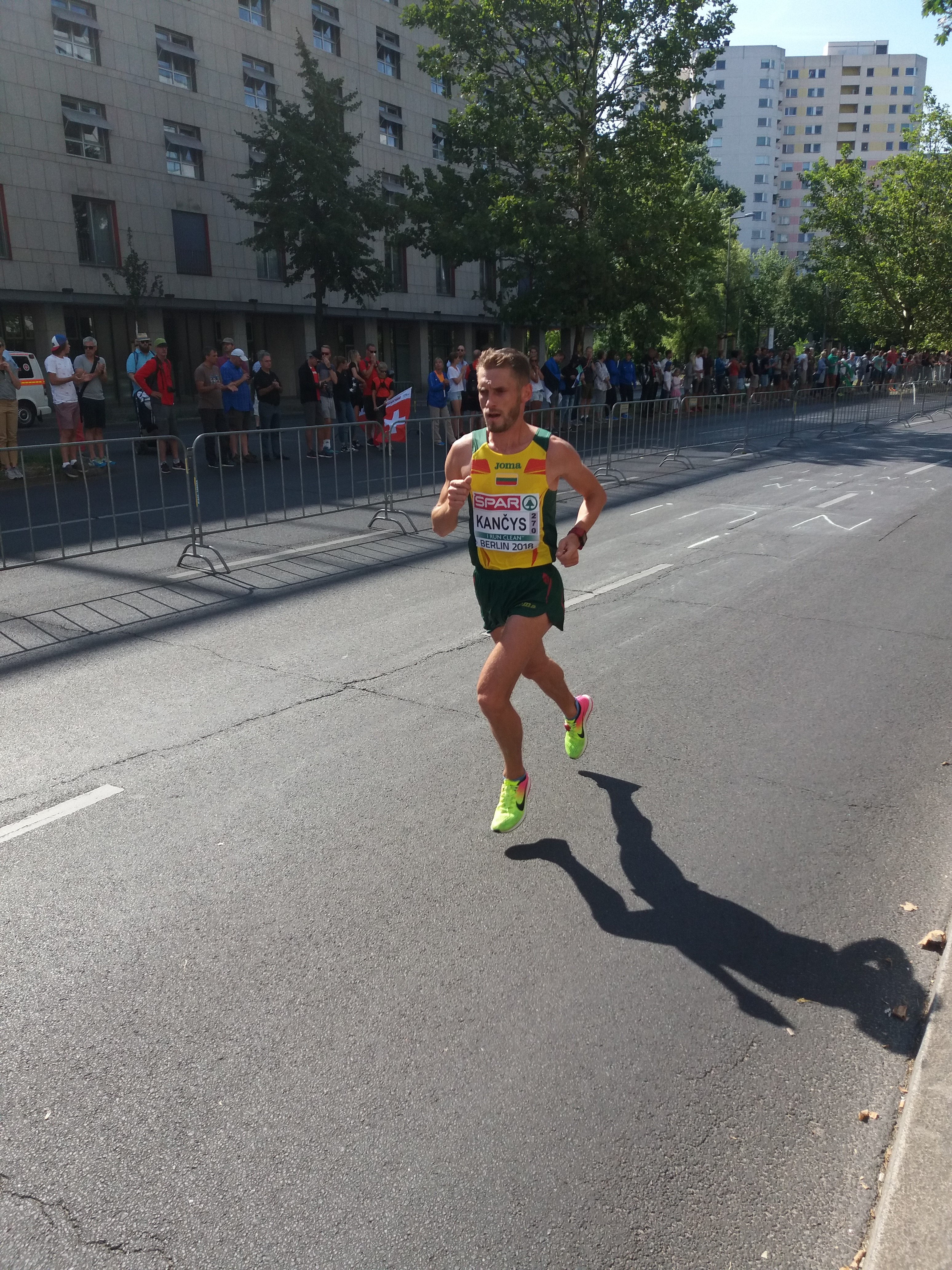
Remigijus Kančys – Rennen nicht beendet
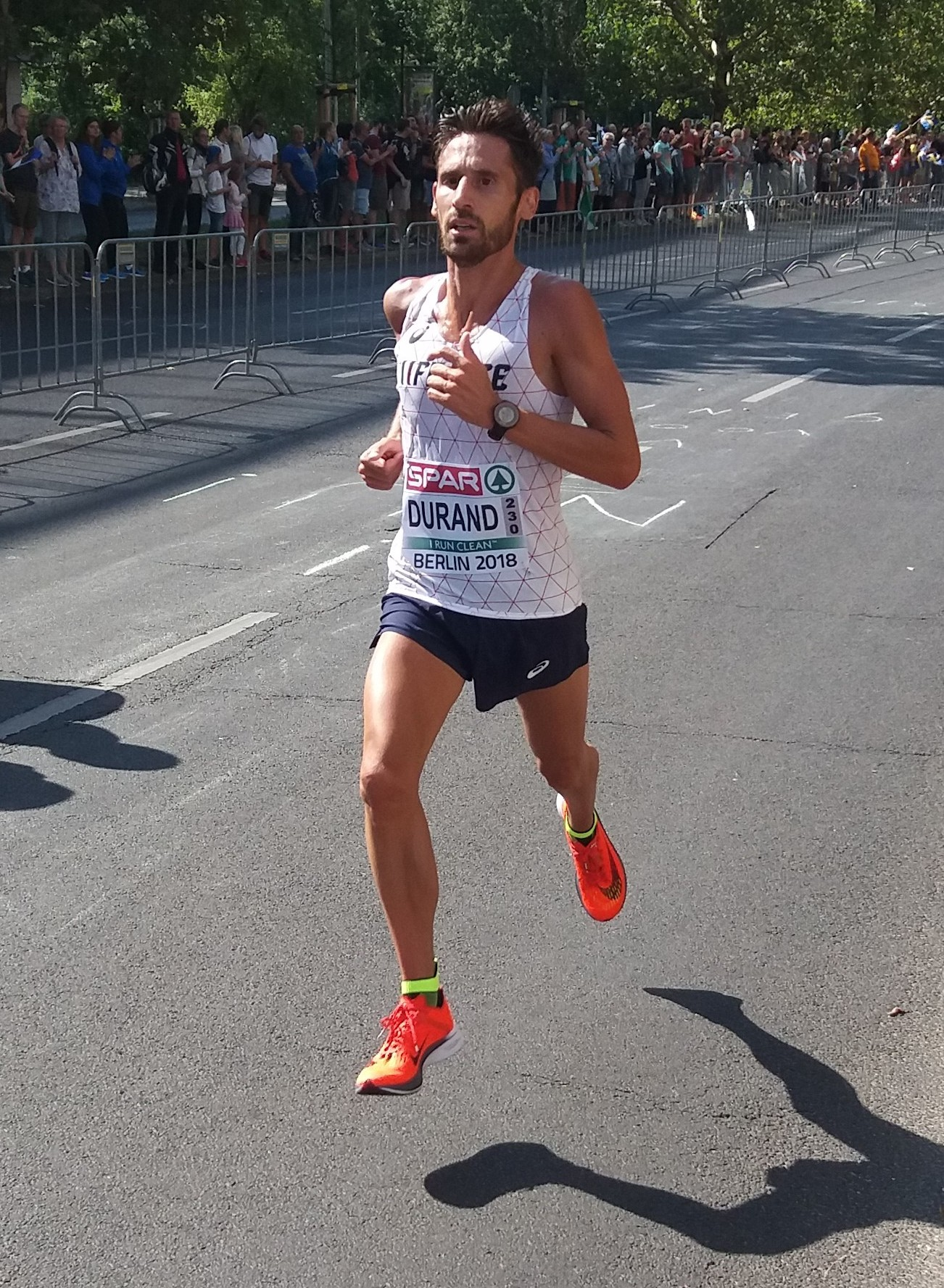
Yohan Durand – Rennen nicht beendet

## Videolinks
- European marathon Championships Livestream Men/Women, youtube.com, abgerufen am 7. September 2022
- European Championships 2022 - Mens Marathon - Epic last 1,5 km, youtube.com, abgerufen am 7. September 2022
- Historisches EM-Gold im Marathon, European Championships München 2022, sportstudio, youtube.com, abgerufen am 7. September 2022